# Kanada a 2010. évi téli olimpiai játékokon

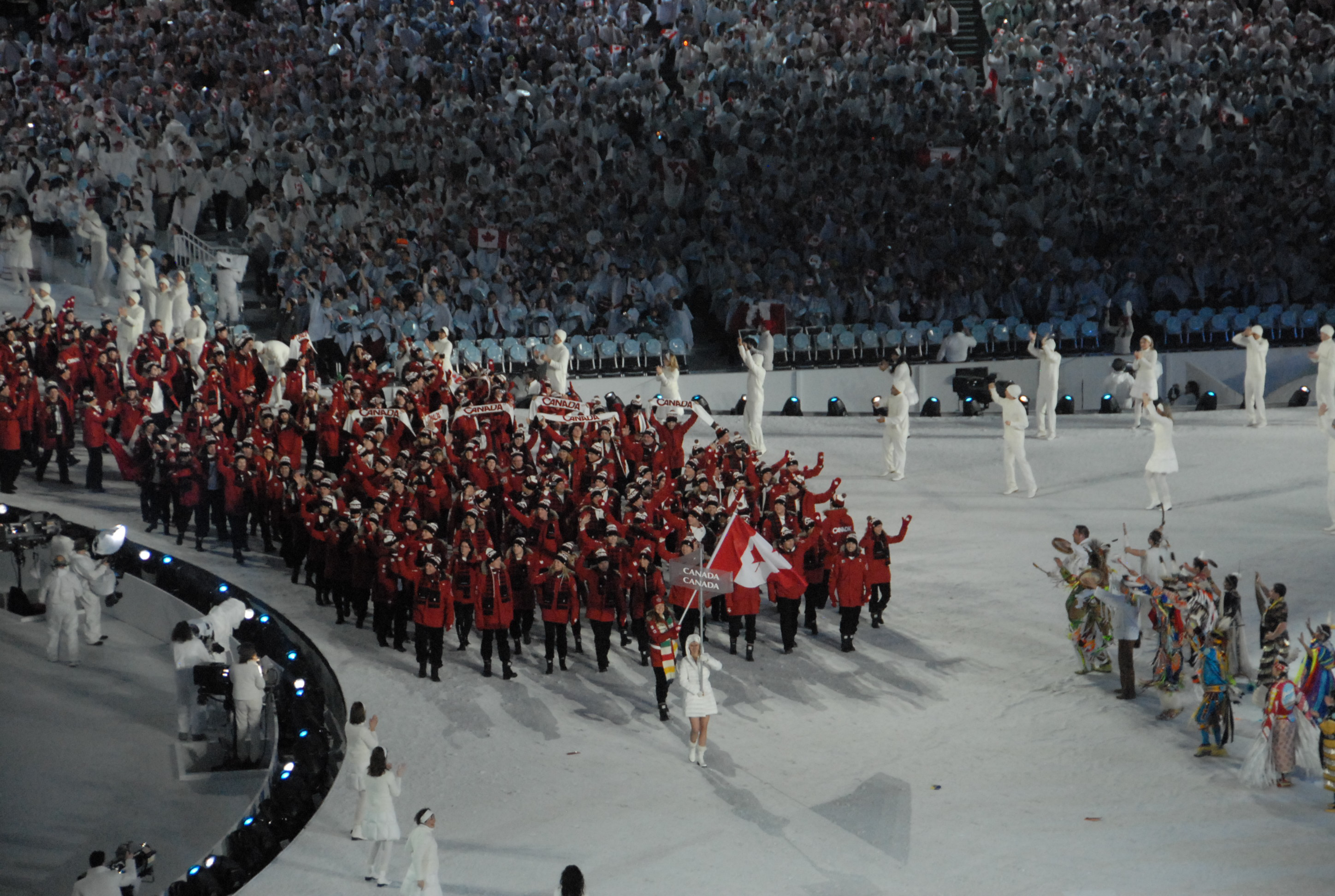
Kanada olimpiai küldöttsége a megnyitón

Kanada a Vancouverben megrendezett 2010. évi téli olimpiai játékok házigazda nemzeteként vett részt a versenyeken. Az országot az olimpián 15 sportágban 201 sportoló képviselte, akik összesen 26 érmet szereztek, mellyel összesítésben az éremtáblázat élén végeztek.

## Érmesek
| Érem  | Versenyző | Sportág                    | Versenyszám                 |
| ----- | --- | -------------------------- | --------------------------- |
| Arany | Kaillie Humphries Heather Moyse | Bob                        | Női kettes                  |
| Arany | Kevin Martin John Morris Marc Kennedy Ben Hebert Adam Enright | Curling                    | Férfi                       |
| Arany | Mathieu Giroux Lucas Makowsky Denny Morrison | Gyorskorcsolya             | Férfi csapatverseny         |
| Arany | Christine Nesbitt | Gyorskorcsolya             | Női 1000 m                  |
| Arany | Nemzeti válogatott Patrice Bergeron Dan Boyle Martin Brodeur Sidney Crosby Drew Doughty Marc-André Fleury Ryan Getzlaf Dany Heatley Jarome Iginla Duncan Keith Roberto Luongo Patrick Marleau Brenden Morrow Rick Nash Scott Niedermayer Corey Perry Chris Pronger Mike Richards Brent Seabrook Eric Staal Joe Thornton Jonathan Toews Shea Weber                  | Jégkorong                  | Férfi                       |
| Arany | Nemzeti válogatott Meghan Agosta Gillian Apps Tessa Bonhomme Jennifer Botterill Jayna Hefford Haley Irwin Rebecca Johnston Becky Kellar Gina Kingsbury Charline Labonté Carla MacLeod Meaghan Mikkelson Caroline Ouellette Cherie Piper Marie-Philip Poulin Kim St-Pierre Colleen Sostorics Shannon Szabados Sarah Vaillancourt Catherine Ward Hayley Wickenheiser | Jégkorong                  | Női                         |
| Arany | Tessa Virtue Scott Moir | Műkorcsolya                | Jégtánc                     |
| Arany | Charles Hamelin | Rövidpályás gyorskorcsolya | Férfi 500 m                 |
| Arany | Charles Hamelin François Hamelin Olivier Jean François-Louis Tremblay Guillaume Bastille | Rövidpályás gyorskorcsolya | Férfi 5000 m váltó          |
| Arany | Alexandre Bilodeau | Síakrobatika               | Férfi mogul                 |
| Arany | Ashleigh McIvor | Síakrobatika               | Női krossz                  |
| Arany | Jasey-Jay Anderson | Snowboard                  | Férfi parallel giant slalom |
| Arany | Maëlle Ricker | Snowboard                  | Női snowboard cross         |
| Arany | Jon Montgomery | Szkeleton                  | Férfi                       |
| Ezüst | Helen Upperton Shelley-Ann Brown | Bob                        | Női kettes                  |
| Ezüst | Cheryl Bernard Susan O'Connor Carolyn Darbyshire Cori Bartel Kristie Moore | Curling                    | Női                         |
| Ezüst | Kristina Groves | Gyorskorcsolya             | Női 1500 m                  |
| Ezüst | Marianne St-Gelais | Rövidpályás gyorskorcsolya | Női 500 m                   |
| Ezüst | Jessica Gregg Kalyna Roberge Marianne St-Gelais Tania Vicent | Rövidpályás gyorskorcsolya | Női 3000 m váltó            |
| Ezüst | Jennifer Heil | Síakrobatika               | Női mogul                   |
| Ezüst | Mike Robertson | Snowboard                  | Férfi snowboard cross       |
| Bronz | Lyndon Rush Lascelles Brown Chris Le Bihan David Bissett | Bob                        | Férfi négyes                |
| Bronz | Kristina Groves | Gyorskorcsolya             | Női 3000 m                  |
| Bronz | Clara Hughes | Gyorskorcsolya             | Női 5000 m                  |
| Bronz | Joannie Rochette | Műkorcsolya                | Női egyéni                  |
| Bronz | François-Louis Tremblay | Rövidpályás gyorskorcsolya | Férfi 500 m                 |

## Alpesisí
Férfi
| Versenyző              | Versenyszám            | 1. futam      | 1. futam      | 2. futam | 2. futam | Összesítés | Összesítés |
| Versenyző              | Versenyszám            | Idő           | Hely.         | Idő      | Hely.    | Idő        | Helyezés   |
| ---------------------- | ---------------------- | ------------- | ------------- | -------- | -------- | ---------- | ---------- |
| Erik Guay              | Szuperóriás-műlesiklás |               |               |          |          | 1:30,68    | 5.         |
| Erik Guay              | Óriás-műlesiklás       | 1:19,38       | 29.           | 1:20,25  | 2.       | 2:39,63    | 16.        |
| Erik Guay              | Lesiklás               |               |               |          |          | 1:54,64    | 5.         |
| Jan Hudec              | Lesiklás               |               |               |          |          | 1:56,19    | 25.        |
| Jan Hudec              | Szuperóriás-műlesiklás |               |               |          |          | 1:32,09    | 24.        |
| Manuel Osborne-Paradis | Szuperóriás-műlesiklás |               |               |          |          | kiesett    | kiesett    |
| Manuel Osborne-Paradis | Lesiklás               |               |               |          |          | 1:55,44    | 17.        |
| Robbie Dixon           | Lesiklás               |               |               |          |          | kiesett    | kiesett    |
| Robbie Dixon           | Szuperóriás-műlesiklás |               |               |          |          | kiesett    | kiesett    |
| Robbie Dixon           | Óriás-műlesiklás       | 1:19,20       | 28.           | 1:21,78  | 22.      | 2:40,98    | 24.        |
| Patrick Biggs          | Óriás-műlesiklás       | 1:21,71       | 44.           | 1:23,12  | 32.      | 2:44,83    | 35.        |
| Brad Spence            | Óriás-műlesiklás       | 1:20,61       | 37.           | 1:25,63  | 47.      | 2:46,24    | 42.        |
| Brad Spence            | Műlesiklás             | nem ért célba | nem ért célba | kiesett  | kiesett  | kiesett    | kiesett    |
| Julien Cousineau       | Műlesiklás             | 49,59         | 19.           | 51,17    | 2.       | 1:40,66    | 8.         |
| Mike Janyk             | Műlesiklás             | 49,18         | 11.           | 51,91    | 11.      | 1:41,09    | 13.        |
| Trevor White           | Műlesiklás             | 49,53         | 17.           | 57,64    | 37.      | 1:47,17    | 31.        |

| Versenyző          | Versenyszám | Lesiklás | Lesiklás | Műlesiklás | Műlesiklás | Összesítés | Összesítés |
| Versenyző          | Versenyszám | Idő      | Hely.    | Idő        | Hely.      | Idő        | Helyezés   |
| ------------------ | ----------- | -------- | -------- | ---------- | ---------- | ---------- | ---------- |
| Louis-Pierre Hélie | Összetett   | 1:56,58  | 31.      | 55,00      | 32.        | 2:51,58    | 30.        |
| Mike Janyk         | Összetett   | 1:59,75  | 43.      | 51,02      | 4.*        | 2:50,77    | 26.        |
| Tyler Nella        | Összetett   | 1:56,60  | 32.      | 56,05      | 33.        | 2:52,65    | 32.        |
| Ryan Semple        | Összetett   | 1:56,13  | 26.      | 52,13      | 16.        | 2:48,26    | 15.        |

Női
| Versenyző              | Versenyszám            | 1. futam | 1. futam | 2. futam | 2. futam | Összesítés | Összesítés |
| Versenyző              | Versenyszám            | Idő      | Hely.    | Idő      | Hely.    | Idő        | Helyezés   |
| ---------------------- | ---------------------- | -------- | -------- | -------- | -------- | ---------- | ---------- |
| Marie-Pier Prefontaine | Óriás-műlesiklás       | 1:18,01  | 27.      | 1:12,50  | 23.      | 2:30,51    | 29.        |
| Shona Rubens           | Óriás-műlesiklás       | 1:17,38  | 22.      | 1:12,87  | 26.*     | 2:30,25    | 28.        |
| Shona Rubens           | Lesiklás               |          |          |          |          | 1:48,53    | 21.        |
| Shona Rubens           | Szuperóriás-műlesiklás |          |          |          |          | kiesett    | kiesett    |
| Georgia Simmerling     | Szuperóriás-műlesiklás |          |          |          |          | 1:25,21    | 27.        |
| Emily Brydon           | Szuperóriás-műlesiklás |          |          |          |          | kiesett    | kiesett    |
| Emily Brydon           | Lesiklás               |          |          |          |          | 1:47,88    | 16.        |
| Britt Janyk            | Lesiklás               |          |          |          |          | 1:46,21    | 6.         |
| Britt Janyk            | Szuperóriás-műlesiklás |          |          |          |          | 1:22,89    | 17.        |
| Britt Janyk            | Óriás-műlesiklás       | 1:18,13  | 29.      | 1:11,66  | 8.       | 2:29,79    | 25.        |
| Marie-Michèle Gagnon   | Óriás-műlesiklás       | 1:17,41  | 23.      | 1:11,48  | 5.       | 2:28,89    | 21.        |
| Marie-Michèle Gagnon   | Műlesiklás             | 55,64    | 42.      | 53,87    | 24.      | 1:49,51    | 31.        |
| Brigitte Acton         | Műlesiklás             | 52,11    | 11.*     | 53,82    | 21.      | 1:45,93    | 17.        |
| Anna Goodman           | Műlesiklás             | 53,01    | 22.*     | 53,03    | 12.      | 1:46,04    | 19.        |
| Erin Mielzynski        | Műlesiklás             | 52,60    | 19.      | 53,49    | 18.      | 1:46,09    | 20.        |

| Versenyző    | Versenyszám | Lesiklás | Lesiklás | Műlesiklás | Műlesiklás | Összesítés | Összesítés |
| Versenyző    | Versenyszám | Idő      | Hely.    | Idő        | Hely.      | Idő        | Helyezés   |
| ------------ | ----------- | -------- | -------- | ---------- | ---------- | ---------- | ---------- |
| Emily Brydon | Összetett   | 1:26,49  | 15.      | 46,27      | 17.        | 2:12,76    | 14.        |
| Shona Rubens | Összetett   | 1:26,90  | 17.      | 45,68      | 13.        | 2:12,58    | 12.        |

* - egy másik versenyzővel azonos időt ért el

## Biatlon
Férfi
| Versenyző                                                           | Versenyszám           | Lövőhiba    | Időeredmény | Helyezés |
| ------------------------------------------------------------------- | --------------------- | ----------- | ----------- | -------- |
| Jean Philippe Leguellec                                             | 10 km sprint          | 1 (0+1)     | 24:57,6     | 6.       |
| Jean Philippe Leguellec                                             | 12,5 km üldözőverseny | 2 (0+1+0+1) | 34:51,9     | 11.      |
| Jean Philippe Leguellec                                             | 15 km tömegrajtos     | 7 (0+4+0+3) | 39:18,5     | 30.      |
| Jean Philippe Leguellec                                             | 20 km egyéni          | 2 (0+1+1+0) | 50:47,1     | 13.      |
| Robin Clegg Marc-André Bédard Brendan Green Jean Philippe Leguellec | 4 × 7,5 km váltó      | 7 (0+3 0+4) | 1:24:50,7   | 10.      |

Női
| Versenyző                                            | Versenyszám         | Lövőhiba     | Időeredmény | Helyezés |
| ---------------------------------------------------- | ------------------- | ------------ | ----------- | -------- |
| Rosanna Crawford                                     | 15 km egyéni        | 4 (1+2+0+1)  | 49:22,1     | 76.      |
| Rosanna Crawford                                     | 7,5 km sprint       | 0 (0+0)      | 23:04,6     | 72.      |
| Megan Imrie                                          | 7,5 km sprint       | 3 (1+2)      | 23:17,0     | 76.      |
| Megan Imrie                                          | 15 km egyéni        | 4 (2+1+0+1)  | 47:05,8     | 62.      |
| Zina Kocher                                          | 15 km egyéni        | 6 (1+0+0+5)  | 48:19,3     | 72.      |
| Zina Kocher                                          | 7,5 km sprint       | 3 (1+2)      | 22:35,8     | 65.      |
| Megan Tandy                                          | 7,5 km sprint       | 0 (0+0)      | 22:07,7     | 46.      |
| Megan Tandy                                          | 10 km üldözőverseny | 1 (1+0+0+0)  | 34:02,2     | 36.      |
| Megan Tandy                                          | 15 km egyéni        | 3 (1+1+0+1)  | 46:04,3     | 50.      |
| Megan Imrie Zina Kocher Rosanna Crawford Megan Tandy | 4 × 6 km váltó      | 13 (1+7 0+5) | 1:14:25,5   | 15.      |

## Bob
Férfi
| Versenyző                                                 | Versenyszám | 1. futam | 1. futam | 2. futam | 2. futam | 3. futam | 3. futam | 4. futam | 4. futam | Összesítés | Összesítés |
| Versenyző                                                 | Versenyszám | Idő      | Hely.    | Idő      | Hely.    | Idő      | Hely.    | Idő      | Hely.    | Idő        | Helyezés   |
| --------------------------------------------------------- | ----------- | -------- | -------- | -------- | -------- | -------- | -------- | -------- | -------- | ---------- | ---------- |
| Pierre Lueders Jesse Lumsden                              | Kettes      | 51,94    | 7.       | 52,12    | 5.       | 51,87    | 4.       | 51,94    | 5.       | 3:27,87    | 5.         |
| Lyndon Rush Lascelles Brown                               | Kettes      | 51,67    | 3.       | 54,70    | 23.      | 51,93    | 6.       | 52,16    | 8.       | 3:30,46    | 15.        |
| Lyndon Rush Lascelles Brown Chris Le Bihan David Bissett  | Négyes      | 51,12    | 2.       | 51,03    | 2.       | 51,24    | 2.       | 51,46    | 2.       | 3:24,85    |            |
| Pierre Lueders Justin Kripps Jesse Lumsden Neville Wright | Négyes      | 51,27    | 6.       | 51,29    | 6.       | 51,50    | 5.       | 51,54    | 4.       | 3:25,60    | 5.         |

Női
| Versenyző                        | Versenyszám | 1. futam | 1. futam | 2. futam | 2. futam | 3. futam | 3. futam | 4. futam | 4. futam | Összesítés | Összesítés |
| Versenyző                        | Versenyszám | Idő      | Hely.    | Idő      | Hely.    | Idő      | Hely.    | Idő      | Hely.    | Idő        | Helyezés   |
| -------------------------------- | ----------- | -------- | -------- | -------- | -------- | -------- | -------- | -------- | -------- | ---------- | ---------- |
| Kaillie Humphries Heather Moyse  | Kettes      | 53,19    | 1.       | 53,01    | 1.       | 52,85    | 1.       | 53,23    | 2.       | 3:32,28    |            |
| Helen Upperton Shelley-Ann Brown | Kettes      | 53,50    | 5.       | 53,12    | 3.       | 53,34    | 3.       | 53,17    | 1.       | 3:33,13    |            |

## Curling

### Férfi
- Kevin Martin
- John Morris
- Marc Kennedy
- Ben Hebert
- Adam Enright

#### Eredmények
Csoportkör
| Nemzet           | Szkip          | Gy | V | P+ | P- | Gy end | V end | D end | Saját rabolt endek | Ellenfél rabolt endek | Lökés % |
| ---------------- | -------------- | -- | - | -- | -- | ------ | ----- | ----- | ------------------ | --------------------- | ------- |
| Kanada           | Kevin Martin   | 9  | 0 | 75 | 36 | 36     | 28    | 14    | 2                  | 4                     | 85      |
| Norvégia         | Thomas Ulsrud  | 7  | 2 | 64 | 43 | 40     | 32    | 15    | 7                  | 1                     | 84      |
| Svájc            | Ralph Stöckli  | 6  | 3 | 53 | 45 | 35     | 33    | 20    | 8                  | 9                     | 81      |
| Svédország       | Niklas Edin    | 5  | 4 | 50 | 52 | 34     | 36    | 20    | 6                  | 8                     | 82      |
| Nagy-Britannia   | David Murdoch  | 5  | 4 | 57 | 44 | 35     | 29    | 20    | 9                  | 4                     | 81      |
| Németország      | Andy Kapp      | 4  | 5 | 48 | 60 | 35     | 38    | 11    | 9                  | 8                     | 75      |
| Franciaország    | Thomas Dufour  | 3  | 6 | 31 | 58 | 22     | 34    | 16    | 7                  | 13                    | 73      |
| Kína             | Vang Feng-csun | 2  | 7 | 52 | 60 | 37     | 37    | 9     | 7                  | 5                     | 77      |
| Dánia            | Ulrik Schmidt  | 2  | 7 | 40 | 57 | 31     | 29    | 12    | 6                  | 6                     | 78      |
| Egyesült Államok | John Shuster   | 2  | 7 | 43 | 59 | 32     | 41    | 18    | 9                  | 12                    | 76      |

- február 16., 9:00

| Sheet B            | Sheet B           | 1 | 2 | 3 | 4 | 5 | 6 | 7 | 8 | 9 | 10 | 11 | VE |
|                    | Norvégia (Ulsrud) | 0 | 0 | 1 | 0 | 3 | 0 | 0 | 0 | 0 | 2  | 0  | 6  |
| 1. end utolsó köve | Kanada (Martin)   | 0 | 3 | 0 | 2 | 0 | 0 | 0 | 0 | 1 | 0  | 1  | 7  |

- február 16., 19:00

| Sheet A            | Sheet A            | 1 | 2 | 3 | 4 | 5 | 6 | 7 | 8 | 9 | 10 | VE |
| 1. end utolsó köve | Kanada (Martin)    | 2 | 0 | 0 | 0 | 2 | 0 | 3 | 0 | 2 | X  | 9  |
|                    | Németország (Kapp) | 0 | 0 | 2 | 0 | 0 | 1 | 0 | 1 | 0 | X  | 4  |

- február 18., 9:00

| Sheet C            | Sheet C           | 1 | 2 | 3 | 4 | 5 | 6 | 7 | 8 | 9 | 10 | VE |
| 1. end utolsó köve | Kanada (Martin)   | 2 | 0 | 0 | 0 | 3 | 1 | 0 | 0 | 1 | X  | 7  |
|                    | Svédország (Edin) | 0 | 0 | 0 | 1 | 0 | 0 | 1 | 1 | 0 | X  | 3  |

- február 18., 19:00

| Sheet D            | Sheet D                | 1 | 2 | 3 | 4 | 5 | 6 | 7 | 8 | 9 | 10 | VE |
|                    | Franciaország (Dufour) | 0 | 0 | 2 | 0 | 1 | 1 | 1 | 0 | X | X  | 5  |
| 1. end utolsó köve | Kanada (Martin)        | 1 | 3 | 0 | 5 | 0 | 0 | 0 | 3 | X | X  | 12 |

- február 19., 14:00

| Sheet B            | Sheet B         | 1 | 2 | 3 | 4 | 5 | 6 | 7 | 8 | 9 | 10 | VE |
| 1. end utolsó köve | Dánia (Schmidt) | 1 | 0 | 1 | 0 | 1 | 0 | X | X | X | X  | 3  |
|                    | Kanada (Martin) | 0 | 2 | 0 | 5 | 0 | 3 | X | X | X | X  | 10 |

- február 20., 19:00

| Sheet D            | Sheet D                  | 1 | 2 | 3 | 4 | 5 | 6 | 7 | 8 | 9 | 10 | VE |
| 1. end utolsó köve | Kanada (Martin)          | 0 | 2 | 0 | 1 | 0 | 2 | 0 | 0 | 0 | 2  | 7  |
|                    | Nagy-Britannia (Murdoch) | 0 | 0 | 3 | 0 | 1 | 0 | 1 | 1 | 0 | 0  | 6  |

- február 21., 14:00

| Sheet C            | Sheet C         | 1 | 2 | 3 | 4 | 5 | 6 | 7 | 8 | 9 | 10 | VE |
|                    | Svájc (Stöckli) | 0 | 1 | 0 | 0 | 0 | 1 | 0 | 2 | 0 | 0  | 4  |
| 1. end utolsó köve | Kanada (Martin) | 2 | 0 | 1 | 0 | 0 | 0 | 2 | 0 | 0 | 1  | 6  |

- február 22., 9:00

| Sheet B            | Sheet B                    | 1 | 2 | 3 | 4 | 5 | 6 | 7 | 8 | 9 | 10 | VE |
| 1. end utolsó köve | Kanada (Martin)            | 0 | 1 | 0 | 2 | 0 | 1 | 1 | 0 | 2 | X  | 7  |
|                    | Egyesült Államok (Shuster) | 1 | 0 | 1 | 0 | 0 | 0 | 0 | 0 | 0 | X  | 2  |

- február 23., 14:00

| Sheet A            | Sheet A         | 1 | 2 | 3 | 4 | 5 | 6 | 7 | 8 | 9 | 10 | VE |
|                    | Kína (Vang)     | 0 | 1 | 0 | 1 | 0 | 1 | 0 | X | X | X  | 3  |
| 1. end utolsó köve | Kanada (Martin) | 4 | 0 | 1 | 0 | 1 | 0 | 4 | X | X | X  | 10 |

Elődöntő
- február 25., 14:00

| Sheet B           | 1 | 2 | 3 | 4 | 5 | 6 | 7 | 8 | 9 | 10 | VE |
| Svédország (Edin) | 0 | 0 | 1 | 0 | 0 | 0 | 0 | 1 | 1 | X  | 3  |
| Kanada (Martin)   | 0 | 1 | 0 | 1 | 2 | 2 | 0 | 0 | 0 | X  | 6  |

Döntő
- február 27., 15:00

| Csapat            | 1 | 2 | 3 | 4 | 5 | 6 | 7 | 8 | 9 | 10 | VE |
| Kanada (Martin)   | 0 | 1 | 0 | 1 | 1 | 0 | 2 | 0 | 1 | 0  | 6  |
| Norvégia (Ulsrud) | 0 | 0 | 0 | 0 | 0 | 2 | 0 | 0 | 1 | 0  | 3  |

| Csapat | Helyezés |
| ------ | -------- |
| Kanada |          |

### Női
- Cheryl Bernard
- Susan O'Connor
- Carolyn Darbyshire-McRory
- Cori Bartel
- Kristie Moore

#### Eredmények
Csoportkör
| Nemzet           | Szkip               | Gy | V | P+ | P- | Gy end | V end | D end | Saját rabolt endek | Ellenfél rabolt endek | Lökés % |
| ---------------- | ------------------- | -- | - | -- | -- | ------ | ----- | ----- | ------------------ | --------------------- | ------- |
| Kanada           | Cheryl Bernard      | 8  | 1 | 56 | 37 | 27     | 20    | 15    | 5                  | 2                     | 79      |
| Svédország       | Anette Norberg      | 7  | 2 | 46 | 46 | 24     | 19    | 8     | 4                  | 1                     | 77      |
| Kína             | Vang Ping-jü        | 6  | 3 | 61 | 47 | 39     | 37    | 11    | 7                  | 8                     | 74      |
| Svájc            | Mirjam Ott          | 6  | 3 | 63 | 46 | 16     | 17    | 4     | 0                  | 1                     | 77      |
| Dánia            | Angelina Jensen     | 4  | 5 | 49 | 61 | 26     | 35    | 15    | 0                  | 7                     | 69      |
| Németország      | Andrea Schöpp       | 3  | 6 | 52 | 56 | 35     | 40    | 15    | 3                  | 6                     | 75      |
| Japán            | Meguro Moe          | 3  | 6 | 58 | 60 | 15     | 16    | 8     | 3                  | 2                     | 74      |
| Oroszország      | Ljudmila Privivkova | 3  | 6 | 53 | 60 | 31     | 30    | 6     | 4                  | 3                     | 81      |
| Nagy-Britannia   | Eve Muirhead        | 3  | 6 | 49 | 53 | 13     | 11    | 5     | 5                  | 4                     | 74      |
| Egyesült Államok | Debbie McCormick    | 2  | 7 | 38 | 59 | 17     | 18    | 2     | 3                  | 1                     | 75      |

- február 16., 14:00

| Sheet D            | Sheet D          | 1 | 2 | 3 | 4 | 5 | 6 | 7 | 8 | 9 | 10 | VE |
| 1. end utolsó köve | Kanada (Bernard) | 0 | 0 | 1 | 0 | 0 | 2 | 0 | 1 | 0 | 1  | 5  |
|                    | Svájc (Ott)      | 0 | 0 | 0 | 2 | 0 | 0 | 1 | 0 | 1 | 0  | 4  |

- február 17., 9:00

| Sheet D            | Sheet D          | 1 | 2 | 3 | 4 | 5 | 6 | 7 | 8 | 9 | 10 | VE |
|                    | Japán (Meguro)   | 0 | 3 | 0 | 0 | 0 | 2 | 0 | 0 | 1 | 0  | 6  |
| 1. end utolsó köve | Kanada (Bernard) | 0 | 0 | 2 | 0 | 2 | 0 | 0 | 1 | 0 | 2  | 7  |

- február 18., 14:00

| Sheet A            | Sheet A              | 1 | 2 | 3 | 4 | 5 | 6 | 7 | 8 | 9 | 10 | 11 | VE |
|                    | Kanada (Bernard)     | 0 | 0 | 0 | 2 | 0 | 2 | 0 | 1 | 0 | 0  | 1  | 6  |
| 1. end utolsó köve | Németország (Schöpp) | 0 | 1 | 0 | 0 | 1 | 0 | 1 | 0 | 1 | 1  | 0  | 5  |

- február 19., 19:00

| Sheet A            | Sheet A          | 1 | 2 | 3 | 4 | 5 | 6 | 7 | 8 | 9 | 10 | 11 | VE |
|                    | Dánia (Jensen)   | 0 | 1 | 0 | 0 | 0 | 2 | 0 | 0 | 0 | 1  | 0  | 4  |
| 1. end utolsó köve | Kanada (Bernard) | 1 | 0 | 0 | 1 | 0 | 0 | 0 | 1 | 1 | 0  | 1  | 5  |

- február 21., 9:00

| Sheet C            | Sheet C                      | 1 | 2 | 3 | 4 | 5 | 6 | 7 | 8 | 9 | 10 | VE |
|                    | Kanada (Bernard)             | 0 | 0 | 4 | 0 | 2 | 0 | 3 | X | X | X  | 9  |
| 1. end utolsó köve | Egyesült Államok (McCormick) | 0 | 1 | 0 | 0 | 0 | 1 | 0 | X | X | X  | 2  |

- február 21., 19:00

| Sheet B            | Sheet B          | 1 | 2 | 3 | 4 | 5 | 6 | 7 | 8 | 9 | 10 | 11 | VE |
| 1. end utolsó köve | Kína (Vang)      | 2 | 1 | 0 | 1 | 0 | 0 | 0 | 1 | 0 | 0  | 1  | 6  |
|                    | Kanada (Bernard) | 0 | 0 | 1 | 0 | 1 | 1 | 1 | 0 | 0 | 1  | 0  | 5  |

- február 22., 14:00

| Sheet C            | Sheet C              | 1 | 2 | 3 | 4 | 5 | 6 | 7 | 8 | 9 | 10 | VE |
|                    | Svédország (Norberg) | 0 | 0 | 0 | 0 | 1 | 0 | 0 | 0 | 1 | X  | 2  |
| 1. end utolsó köve | Kanada (Bernard)     | 0 | 2 | 1 | 1 | 0 | 0 | 1 | 1 | 0 | X  | 6  |

- február 23., 9:00

| Sheet D            | Sheet D                   | 1 | 2 | 3 | 4 | 5 | 6 | 7 | 8 | 9 | 10 | 11 | VE |
|                    | Kanada (Bernard)          | 0 | 1 | 0 | 1 | 0 | 1 | 1 | 1 | 0 | 0  | 1  | 6  |
| 1. end utolsó köve | Nagy-Britannia (Muirhead) | 0 | 0 | 2 | 0 | 0 | 0 | 0 | 0 | 2 | 1  | 0  | 5  |

- február 23., 19:00

| Sheet B            | Sheet B                  | 1 | 2 | 3 | 4 | 5 | 6 | 7 | 8 | 9 | 10 | VE |
|                    | Kanada (Bernard)         | 0 | 0 | 0 | 1 | 0 | 4 | 0 | 1 | 1 | X  | 7  |
| 1. end utolsó köve | Oroszország (Privivkova) | 0 | 1 | 0 | 0 | 1 | 0 | 1 | 0 | 0 | X  | 3  |

Elődöntő
- február 25., 9:00

| Csapat             | Csapat           | 1 | 2 | 3 | 4 | 5 | 6 | 7 | 8 | 9 | 10 | VE |
| 1. end utolsó köve | Kanada (Bernard) | 1 | 0 | 2 | 0 | 0 | 2 | 0 | 0 | 1 | 0  | 6  |
|                    | Svájc (Ott)      | 0 | 1 | 0 | 1 | 1 | 0 | 0 | 1 | 0 | 1  | 5  |

Döntő
- február 26., 15:00

| Sheet C            | Sheet C              | 1 | 2 | 3 | 4 | 5 | 6 | 7 | 8 | 9 | 10 | 11 | VE |
| 1. end utolsó köve | Kanada (Bernard)     | 0 | 1 | 0 | 1 | 0 | 1 | 2 | 0 | 1 | 0  | 0  | 6  |
|                    | Svédország (Norberg) | 0 | 0 | 2 | 0 | 2 | 0 | 0 | 0 | 0 | 2  | 1  | 7  |

| Csapat | Helyezés |
| ------ | -------- |
| Kanada |          |

## Északi összetett
| Versenyző      | Versenyszám        | Síugrás | Síugrás | Síugrás    | Sífutás | Sífutás | Összesítés | Összesítés |
| Versenyző      | Versenyszám        | Pont    | Hely.   | Időhátrány | Idő     | Hely.   | Idő        | Helyezés   |
| -------------- | ------------------ | ------- | ------- | ---------- | ------- | ------- | ---------- | ---------- |
| Jason Myslicki | Normálsánc + 10 km | 93,0    | 43.     | +2:50      | 27:20,7 | 40.     | 30:10,7    | 45.        |
| Jason Myslicki | Nagysánc + 10 km   | 69,3    | 42.     | +3:51      | 27:02,4 | 40.     | 30:53,4    | 44.        |

## Gyorskorcsolya
Férfi
| Versenyző                | Versenyszám | 1. futam | 1. futam | 2. futam | 2. futam | Eredmény | Helyezés |
| Versenyző                | Versenyszám | Idő      | Hely.    | Idő      | Hely.    | Eredmény | Helyezés |
| ------------------------ | ----------- | -------- | -------- | -------- | -------- | -------- | -------- |
| Mathieu Giroux           | 1500 m      |          |          |          |          | 1:47,62  | 14.      |
| Lucas Makowsky           | 1500 m      |          |          |          |          | 1:48,61  | 19.      |
| Lucas Makowsky           | 5000 m      |          |          |          |          | 6:28,71  | 13.      |
| Denny Morrison           | 5000 m      |          |          |          |          | 6:33,77  | 18.      |
| Denny Morrison           | 1500 m      |          |          |          |          | 1:46,93  | 9.       |
| Denny Morrison           | 1000 m      |          |          |          |          | 1:10,30  | 13.      |
| François-Olivier Roberge | 1000 m      |          |          |          |          | 1:10,75  | 20.      |
| Jeremy Wotherspoon       | 1000 m      |          |          |          |          | 1:10,35  | 14.      |
| Jeremy Wotherspoon       | 500 m       | 35,094   | 5.       | 35,188   | 12.      | 70,282   | 9.       |
| Jamie Gregg              | 500 m       | 35,142   | 9.       | 35,126   | 8.       | 70,268   | 8.       |
| Mike Ireland             | 500 m       | 35,386   | 17.      | 35,253   | 13.      | 70,639   | 16.      |
| Kyle Parrott             | 500 m       | 35,577   | 21.      | 35,767   | 23.      | 71,344   | 21.      |
| Kyle Parrott             | 1000 m      |          |          |          |          | 1:10,89  | 24.      |
| Kyle Parrott             | 1500 m      |          |          |          |          | 1:52,67  | 37.      |

Női
| Versenyző          | Versenyszám | 1. futam | 1. futam | 2. futam | 2. futam | Eredmény | Helyezés |
| Versenyző          | Versenyszám | Idő      | Hely.    | Idő      | Hely.    | Eredmény | Helyezés |
| ------------------ | ----------- | -------- | -------- | -------- | -------- | -------- | -------- |
| Kristina Groves    | 1000 m      |          |          |          |          | 1:16,78  | 4.       |
| Kristina Groves    | 1500 m      |          |          |          |          | 1:57,14  |          |
| Kristina Groves    | 5000 m      |          |          |          |          | 7:04,57  | 6.       |
| Kristina Groves    | 3000 m      |          |          |          |          | 4:04,84  |          |
| Clara Hughes       | 3000 m      |          |          |          |          | 4:06,01  | 5.       |
| Clara Hughes       | 5000 m      |          |          |          |          | 6:55,73  |          |
| Cindy Klassen      | 5000 m      |          |          |          |          | 7:22,09  | 12.      |
| Cindy Klassen      | 3000 m      |          |          |          |          | 4:15,53  | 14.      |
| Cindy Klassen      | 1500 m      |          |          |          |          | 2:00,67  | 21.      |
| Christine Nesbitt  | 1500 m      |          |          |          |          | 1:58,33  | 6.       |
| Christine Nesbitt  | 1000 m      |          |          |          |          | 1:16,56  |          |
| Christine Nesbitt  | 500 m       | 38,881   | 13.      | 38,694   | 8.       | 77,575   | 10.      |
| Anastasia Bucsis   | 500 m       | 39,879   | 34.      | 39,876   | 35.      | 79,755   | 34.      |
| Shannon Rempel     | 500 m       | 39,351   | 22.      | 39,473   | 29.      | 78,824   | 27.      |
| Shannon Rempel     | 1000 m      |          |          |          |          | 1:18,174 | 21.      |
| Brittany Schussler | 1000 m      |          |          |          |          | 1:18,31  | 25.      |
| Brittany Schussler | 1500 m      |          |          |          |          | 2:04,17  | 35.      |

Csapatversenyek
| Versenyző                                            | Versenyszám | Negyeddöntő                                                                                         | Negyeddöntő | Elődöntő                                                                              | Elődöntő  | Döntő | Döntő                                                                          | Döntő     | Helyezés |
| Versenyző                                            | Versenyszám | Ellenfél Idő                                                                                        | Saját idő   | Ellenfél Idő                                                                          | Saját idő | Típus | Ellenfél Idő                                                                   | Saját idő | Helyezés |
| ---------------------------------------------------- | ----------- | --------------------------------------------------------------------------------------------------- | ----------- | ------------------------------------------------------------------------------------- | --------- | ----- | ------------------------------------------------------------------------------ | --------- | -------- |
| Mathieu Giroux Lucas Makowsky Denny Morrison         | Férfi       | Olaszország (ITA) · Enrico Fabris · Matteo Anesi · Luca Stefani · 3:46,35                           | 3:42,38     | Norvégia (NOR) · Håvard Bøkko · Fredrik van der Horst · Henrik Christiansen · 3:43,44 | 3:42,22   | A     | Egyesült Államok (USA) · Chad Hedrick · Brian Hansen · Jonathan Kuck · 3:41,58 | 3:41,37   |          |
| Kristina Groves Christine Nesbitt Brittany Schussler | Női         | Egyesült Államok (USA) · Jennifer Rodriguez · Jilleanne Rookard · Nancy Swider-Peltz, Jr. · 3:02,19 | 3:02,24     |                                                                                       |           | C     | Hollandia (NED) · Diane Valkenburg · Jorien Voorhuis · Ireen Wüst · 3:02,04    | 3:01,41   | 5.       |

## Jégkorong

### Férfi
| Kanadai nemzeti férfi jégkorongcsapat-játékoskeret | Kanadai nemzeti férfi jégkorongcsapat-játékoskeret | Kanadai nemzeti férfi jégkorongcsapat-játékoskeret | Kanadai nemzeti férfi jégkorongcsapat-játékoskeret | Kanadai nemzeti férfi jégkorongcsapat-játékoskeret | Kanadai nemzeti férfi jégkorongcsapat-játékoskeret | Kanadai nemzeti férfi jégkorongcsapat-játékoskeret |
| #                                                  | Név                                                | Poszt                                              | Magasság                                           | Súly                                               | Kor                                                | Klub                                               |
| -------------------------------------------------- | -------------------------------------------------- | -------------------------------------------------- | -------------------------------------------------- | -------------------------------------------------- | -------------------------------------------------- | -------------------------------------------------- |
| 1                                                  | Roberto Luongo                                     | K                                                  | 191 cm                                             | 93 kg                                              | 1979. április 4. (30 évesen)                       | Vancouver Canucks                                  |
| 29                                                 | Marc-André Fleury                                  | K                                                  | 188 cm                                             | 82 kg                                              | 1984. november 28. (25 évesen)                     | Pittsburgh Penguins                                |
| 30                                                 | Martin Brodeur                                     | K                                                  | 188 cm                                             | 98 kg                                              | 1972. május 6. (37 évesen)                         | New Jersey Devils                                  |
| 2                                                  | Duncan Keith                                       | V                                                  | 183 cm                                             | 85 kg                                              | 1983. július 16. (26 évesen)                       | Chicago Blackhawks                                 |
| 6                                                  | Shea Weber                                         | V                                                  | 191 cm                                             | 97 kg                                              | 1985. augusztus 14. (24 évesen)                    | Nashville Predators                                |
| 7                                                  | Brent Seabrook                                     | V                                                  | 191 cm                                             | 100 kg                                             | 1985. április 20. (24 évesen)                      | Chicago Blackhawks                                 |
| 8                                                  | Drew Doughty                                       | V                                                  | 185 cm                                             | 92 kg                                              | 1989. december 8. (20 évesen)                      | Los Angeles Kings                                  |
| 20                                                 | Chris Pronger A                                    | V                                                  | 198 cm                                             | 101 kg                                             | 1974. október 10. (35 évesen)                      | Philadelphia Flyers                                |
| 22                                                 | Dan Boyle                                          | V                                                  | 180 cm                                             | 86 kg                                              | 1976. július 12. (33 évesen)                       | San Jose Sharks                                    |
| 27                                                 | Scott Niedermayer C                                | V                                                  | 185 cm                                             | 91 kg                                              | 1973. augusztus 31. (36 évesen)                    | Anaheim Ducks                                      |
| 10                                                 | Brenden Morrow                                     | T                                                  | 180 cm                                             | 95 kg                                              | 1979. január 16. (31 évesen)                       | Dallas Stars                                       |
| 11                                                 | Patrick Marleau                                    | T                                                  | 188 cm                                             | 100 kg                                             | 1979. szeptember 15. (30 évesen)                   | San Jose Sharks                                    |
| 12                                                 | Jarome Iginla A                                    | T                                                  | 185 cm                                             | 95 kg                                              | 1977. július 1. (32 évesen)                        | Calgary Flames                                     |
| 15                                                 | Dany Heatley                                       | T                                                  | 191 cm                                             | 100 kg                                             | 1981. január 21. (29 évesen)                       | San Jose Sharks                                    |
| 16                                                 | Jonathan Toews                                     | T                                                  | 188 cm                                             | 96 kg                                              | 1988. április 29. (21 évesen)                      | Chicago Blackhawks                                 |
| 18                                                 | Mike Richards                                      | T                                                  | 180 cm                                             | 91 kg                                              | 1985. február 11. (25 évesen)                      | Philadelphia Flyers                                |
| 19                                                 | Joe Thornton                                       | T                                                  | 193 cm                                             | 107 kg                                             | 1979. július 2. (30 évesen)                        | San Jose Sharks                                    |
| 21                                                 | Eric Staal                                         | T                                                  | 193 cm                                             | 93 kg                                              | 1984. október 29. (25 évesen)                      | Carolina Hurricanes                                |
| 24                                                 | Corey Perry                                        | T                                                  | 191 cm                                             | 95 kg                                              | 1985. május 16. (24 évesen)                        | Anaheim Ducks                                      |
| 37                                                 | Patrice Bergeron                                   | T                                                  | 188 cm                                             | 88 kg                                              | 1985. július 24. (24 évesen)                       | Boston Bruins                                      |
| 51                                                 | Ryan Getzlaf                                       | T                                                  | 193 cm                                             | 100 kg                                             | 1985. május 10. (24 évesen)                        | Anaheim Ducks                                      |
| 61                                                 | Rick Nash                                          | T                                                  | 193 cm                                             | 99 kg                                              | 1984. június 16. (25 évesen)                       | Columbus Blue Jackets                              |
| 87                                                 | Sidney Crosby A                                    | T                                                  | 180 cm                                             | 90 kg                                              | 1987. augusztus 7. (22 évesen)                     | Pittsburgh Penguins                                |
| Vezetőedző: Mike Babcock                           | Vezetőedző: Mike Babcock                           | Vezetőedző: Mike Babcock                           | Vezetőedző: Mike Babcock                           | Vezetőedző: Mike Babcock                           | 1963. április 29. (46 évesen)                      | 1963. április 29. (46 évesen)                      |

- Posztok rövidítései: K – Kapus, V – Védő, T – Támadó
- Kor: 2010. február 16-i kora

#### Eredmények
Csoportkör
A csoport
| Csapat                 | M | Gy | HGy | HV | V | G+ | G- | Gk  | P |
| ---------------------- | - | -- | --- | -- | - | -- | -- | --- | - |
| Egyesült Államok (USA) | 3 | 3  | 0   | 0  | 0 | 14 | 5  | +9  | 9 |
| Kanada (CAN)           | 3 | 1  | 1   | 0  | 1 | 14 | 7  | +7  | 5 |
| Svájc (SUI)            | 3 | 0  | 1   | 1  | 1 | 8  | 10 | –2  | 3 |
| Norvégia (NOR)         | 3 | 0  | 0   | 1  | 2 | 5  | 19 | –14 | 1 |

| 2010. február 16. 16:30 | Kanada (CAN) | 8–0 (0–0, 3–0, 5–0) | Norvégia (NOR) | Canada Hockey Place, Vancouver Nézőszám: 16 652 |

| Jegyzőkönyv | Jegyzőkönyv    | Jegyzőkönyv | Jegyzőkönyv                                        | Jegyzőkönyv                                |
| --- | -------------- | ----------- | -------------------------------------------------- | ------------------------------------------ |
| | Roberto Luongo | Kapusok     | Pål Grotnes (le 44:29) André Lysenstøen (be 44:29) | Játékvezetők: Jyri Rönn Christopher Rooney |
| \| Iginla (Crosby, Doughty) (PP) – 22:30 \| 1–0 \| \| \| Heatley (Pronger, Thornton) – 24:27 \| 2–0 \| \| \| Richards (Bergeron, Weber) – 33:06 \| 3–0 \| \| \| Getzlaf (Niedermayer, Toews) – 44:29 \| 4–0 \| \| \| Heatley (Marleau, Boyle) – 46:43 \| 5–0 \| \| \| Iginla (Nash, Crosby) – 47:36 \| 6–0 \| \| \| Perry (Staal, Boyle) – 51:03 \| 7–0 \| \| \| Iginla (Nash, Crosby) – 58:11 \| 8–0 \| \| |                |             |                                                    | Játékvezetők: Jyri Rönn Christopher Rooney |
| 10 perc | Büntetések     | 12 perc     |                                                    | Játékvezetők: Jyri Rönn Christopher Rooney |
| 42 | Lövések        | 15          |                                                    | Játékvezetők: Jyri Rönn Christopher Rooney |
| Iginla (Crosby, Doughty) (PP) – 22:30 | 1–0            |             |                                                    | Játékvezetők: Jyri Rönn Christopher Rooney |
| Heatley (Pronger, Thornton) – 24:27 | 2–0            |             |                                                    | Játékvezetők: Jyri Rönn Christopher Rooney |
| Richards (Bergeron, Weber) – 33:06 | 3–0            |             |                                                    | Játékvezetők: Jyri Rönn Christopher Rooney |
| Getzlaf (Niedermayer, Toews) – 44:29 | 4–0            |             |                                                    |                                            |
| Heatley (Marleau, Boyle) – 46:43 | 5–0            |             |                                                    |                                            |
| Iginla (Nash, Crosby) – 47:36 | 6–0            |             |                                                    |                                            |
| Perry (Staal, Boyle) – 51:03 | 7–0            |             |                                                    |                                            |
| Iginla (Nash, Crosby) – 58:11 | 8–0            |             |                                                    |                                            |

| 2010. február 18. 16:30 | Svájc (SUI) | 2–3 (sz.) (0–1, 2–1, 0–0) (h.u.: 0–0) (sz.: 0–1) | Kanada (CAN) | Canada Hockey Place, Vancouver Nézőszám: 17 019 |

| Jegyzőkönyv | Jegyzőkönyv  | Jegyzőkönyv                           | Jegyzőkönyv    | Jegyzőkönyv                                  |
| --- | ------------ | ------------------------------------- | -------------- | -------------------------------------------- |
| | Jonas Hiller | Kapusok                               | Martin Brodeur | Játékvezetők: Dennis LaRue Marcus Vinnerborg |
| \| \| 0–1 \| 09:21 – Heatley (Marleau, Toews) \| \| \| 0–2 \| 20:35 – Marleau (Heatley, Weber) (PP) \| \| Rüthemann (Plüss, Paterlini) – 28:59 \| 1–2 \| \| \| von Gunten (Monnet, Furrer) – 39:50 \| 2–2 \| \| |              |                                       |                | Játékvezetők: Dennis LaRue Marcus Vinnerborg |
| Domenichelli Lemm Wick Plüss | Szétlövés    | Crosby Toews Getzlaf Crosby           |                | Játékvezetők: Dennis LaRue Marcus Vinnerborg |
| 14 perc | Büntetések   | 2 perc                                |                | Játékvezetők: Dennis LaRue Marcus Vinnerborg |
| 23 | Lövések      | 47                                    |                | Játékvezetők: Dennis LaRue Marcus Vinnerborg |
| | 0–1          | 09:21 – Heatley (Marleau, Toews)      |                | Játékvezetők: Dennis LaRue Marcus Vinnerborg |
| | 0–2          | 20:35 – Marleau (Heatley, Weber) (PP) |                | Játékvezetők: Dennis LaRue Marcus Vinnerborg |
| Rüthemann (Plüss, Paterlini) – 28:59 | 1–2          |                                       |                |                                              |
| von Gunten (Monnet, Furrer) – 39:50 | 2–2          |                                       |                |                                              |

| 2010. február 21. 16:45 | Kanada (CAN) | 3–5 (1–2, 1–1, 1–2) | Egyesült Államok (USA) | Canada Hockey Place, Vancouver Nézőszám: 18 561 |

| Jegyzőkönyv | Jegyzőkönyv    | Jegyzőkönyv                                  | Jegyzőkönyv | Jegyzőkönyv                                  |
| --- | -------------- | -------------------------------------------- | ----------- | -------------------------------------------- |
| | Martin Brodeur | Kapusok                                      | Ryan Miller | Játékvezetők: Christopher Rooney Brad Watson |
| \| \| 0–1 \| 00:41 – Rafalski (Suter, Langenbrunner) \| \| Staal (Seabrook, Toews) – 08:53 \| 1–1 \| \| \| \| 1–2 \| 09:15 – Rafalski \| \| Heatley (Toews, Weber) – 23:32 \| 2–2 \| \| \| \| 2–3 \| 36:46 – Drury (Ryan, Backes) \| \| \| 2–4 \| 47:09 – Langenbrunner (Rafalski, Suter) (PP) \| \| Crosby (Nash, Keith) (PP) – 56:51 \| 3–4 \| \| \| \| 3–5 \| 59:15 – Kesler (Parise) (EN) \| |                |                                              |             | Játékvezetők: Christopher Rooney Brad Watson |
| 8 perc | Büntetések     | 6 perc                                       |             | Játékvezetők: Christopher Rooney Brad Watson |
| 45 | Lövések        | 23                                           |             | Játékvezetők: Christopher Rooney Brad Watson |
| | 0–1            | 00:41 – Rafalski (Suter, Langenbrunner)      |             | Játékvezetők: Christopher Rooney Brad Watson |
| Staal (Seabrook, Toews) – 08:53 | 1–1            |                                              |             | Játékvezetők: Christopher Rooney Brad Watson |
| | 1–2            | 09:15 – Rafalski                             |             | Játékvezetők: Christopher Rooney Brad Watson |
| Heatley (Toews, Weber) – 23:32 | 2–2            |                                              |             |                                              |
| | 2–3            | 36:46 – Drury (Ryan, Backes)                 |             |                                              |
| | 2–4            | 47:09 – Langenbrunner (Rafalski, Suter) (PP) |             |                                              |
| Crosby (Nash, Keith) (PP) – 56:51 | 3–4            |                                              |             |                                              |
| | 3–5            | 59:15 – Kesler (Parise) (EN)                 |             |                                              |

Rájátszás a negyeddöntőbe jutásért
| 2010. február 23. 16:30 | Kanada (CAN) | 8–2 (1–0, 3–1, 4–1) | Németország (GER) | Canada Hockey Place, Vancouver Nézőszám: 17 723 |

| Jegyzőkönyv | Jegyzőkönyv    | Jegyzőkönyv                      | Jegyzőkönyv   | Jegyzőkönyv                                |
| --- | -------------- | -------------------------------- | ------------- | ------------------------------------------ |
| | Roberto Luongo | Kapusok                          | Thomas Greiss | Játékvezetők: Jyri Rönn Christopher Rooney |
| \| Thornton (Heatley, Keith) – 10:13 \| 1–0 \| \| \| Weber (Richards) – 22:32 \| 2–0 \| \| \| Iginla (Doughty, Staal) (PP) – 23:41 \| 3–0 \| \| \| Iginla (Staal, Boyle) – 28:50 \| 4–0 \| \| \| \| 4–1 \| 36:34 – Goc (Schmidt, Müller) \| \| Crosby (Staal, Keith) – 41:10 \| 5–1 \| \| \| Richards (Morrow, Toews) – 46:41 \| 6–1 \| \| \| Niedermayer – 51:22 \| 7–1 \| \| \| Nash (Pronger) – 56:28 \| 8–1 \| \| \| \| 8–2 \| 58:58 – Klinge (Müller, Hospelt) \| |                |                                  |               | Játékvezetők: Jyri Rönn Christopher Rooney |
| 6 perc | Büntetések     | 4 perc                           |               | Játékvezetők: Jyri Rönn Christopher Rooney |
| 39 | Lövések        | 23                               |               | Játékvezetők: Jyri Rönn Christopher Rooney |
| Thornton (Heatley, Keith) – 10:13 | 1–0            |                                  |               | Játékvezetők: Jyri Rönn Christopher Rooney |
| Weber (Richards) – 22:32 | 2–0            |                                  |               | Játékvezetők: Jyri Rönn Christopher Rooney |
| Iginla (Doughty, Staal) (PP) – 23:41 | 3–0            |                                  |               | Játékvezetők: Jyri Rönn Christopher Rooney |
| Iginla (Staal, Boyle) – 28:50 | 4–0            |                                  |               |                                            |
| | 4–1            | 36:34 – Goc (Schmidt, Müller)    |               |                                            |
| Crosby (Staal, Keith) – 41:10 | 5–1            |                                  |               |                                            |
| Richards (Morrow, Toews) – 46:41 | 6–1            |                                  |               |                                            |
| Niedermayer – 51:22 | 7–1            |                                  |               |                                            |
| Nash (Pronger) – 56:28 | 8–1            |                                  |               |                                            |
| | 8–2            | 58:58 – Klinge (Müller, Hospelt) |               |                                            |

Negyeddöntő
| 2010. február 24. 16:30 | Oroszország (RUS) | 3–7 (1–4, 2–3, 0–0) | Kanada (CAN) | Canada Hockey Place, Vancouver Nézőszám: 17 740 |

| Jegyzőkönyv | Jegyzőkönyv                                            | Jegyzőkönyv                           | Jegyzőkönyv    | Jegyzőkönyv                                  |
| --- | ------------------------------------------------------ | ------------------------------------- | -------------- | -------------------------------------------- |
| | Jevgenyij Nabokov (le 24:07) Ilja Brizgalov (be 24:07) | Kapusok                               | Roberto Luongo | Játékvezetők: Dennis LaRue Marcus Vinnerborg |
| \| \| 0–1 \| 02:21 – Getzlaf (Boyle, Pronger) \| \| \| 0–2 \| 12:09 – Boyle (Heatley, Marleau) (PP) \| \| \| 0–3 \| 12:55 – Nash (Toews, Richards) \| \| Kalinyin (Volcsenkov, Fjodorov) – 14:39 \| 1–3 \| \| \| \| 1–4 \| 18:18 – Morrow (Boyle, Keith) \| \| \| 1–5 \| 23:10 – Perry (Getzlaf, Keith) \| \| \| 1–6 \| 24:07 – Weber (Toews, Iginla) \| \| Afinogenov (Kovalcsuk, Grebeskov) – 24:46 \| 2–6 \| \| \| \| 2–7 \| 29:51 – Perry (Staal, Getzlaf) \| \| Goncsar (Malkin) (PP) – 31:40 \| 3–7 \| \| |                                                        |                                       |                | Játékvezetők: Dennis LaRue Marcus Vinnerborg |
| 10 perc | Büntetések                                             | 10 perc                               |                | Játékvezetők: Dennis LaRue Marcus Vinnerborg |
| 28 | Lövések                                                | 42                                    |                | Játékvezetők: Dennis LaRue Marcus Vinnerborg |
| | 0–1                                                    | 02:21 – Getzlaf (Boyle, Pronger)      |                | Játékvezetők: Dennis LaRue Marcus Vinnerborg |
| | 0–2                                                    | 12:09 – Boyle (Heatley, Marleau) (PP) |                | Játékvezetők: Dennis LaRue Marcus Vinnerborg |
| | 0–3                                                    | 12:55 – Nash (Toews, Richards)        |                | Játékvezetők: Dennis LaRue Marcus Vinnerborg |
| Kalinyin (Volcsenkov, Fjodorov) – 14:39 | 1–3                                                    |                                       |                |                                              |
| | 1–4                                                    | 18:18 – Morrow (Boyle, Keith)         |                |                                              |
| | 1–5                                                    | 23:10 – Perry (Getzlaf, Keith)        |                |                                              |
| | 1–6                                                    | 24:07 – Weber (Toews, Iginla)         |                |                                              |
| Afinogenov (Kovalcsuk, Grebeskov) – 24:46 | 2–6                                                    |                                       |                |                                              |
| | 2–7                                                    | 29:51 – Perry (Staal, Getzlaf)        |                |                                              |
| Goncsar (Malkin) (PP) – 31:40 | 3–7                                                    |                                       |                |                                              |

Elődöntő
| 2010. február 26. 18:30 | Kanada (CAN) | 3–2 (2–0, 1–0, 0–2) | Szlovákia (SVK) | Canada Hockey Place, Vancouver Nézőszám: 17 799 |

| Jegyzőkönyv | Jegyzőkönyv    | Jegyzőkönyv                     | Jegyzőkönyv    | Jegyzőkönyv                          |
| --- | -------------- | ------------------------------- | -------------- | ------------------------------------ |
| | Roberto Luongo | Kapusok                         | Jaroslav Halák | Játékvezetők: Dennis LaRue Jyri Rönn |
| \| Marleau (Weber, Niedermayer) – 13:30 \| 1–0 \| \| \| Morrow (Pronger, Getzlaf) – 15:17 \| 2–0 \| \| \| Getzlaf (Perry, Pronger) (PP) – 36:54 \| 3–0 \| \| \| \| 3–1 \| 51:35 – Višňovský (Stümpel) \| \| \| 3–2 \| 55:07 – Handzuš (Zedník, Šatan) \| |                |                                 |                | Játékvezetők: Dennis LaRue Jyri Rönn |
| 2 perc | Büntetések     | 4 perc                          |                | Játékvezetők: Dennis LaRue Jyri Rönn |
| 28 | Lövések        | 21                              |                | Játékvezetők: Dennis LaRue Jyri Rönn |
| Marleau (Weber, Niedermayer) – 13:30 | 1–0            |                                 |                | Játékvezetők: Dennis LaRue Jyri Rönn |
| Morrow (Pronger, Getzlaf) – 15:17 | 2–0            |                                 |                | Játékvezetők: Dennis LaRue Jyri Rönn |
| Getzlaf (Perry, Pronger) (PP) – 36:54 | 3–0            |                                 |                | Játékvezetők: Dennis LaRue Jyri Rönn |
| | 3–1            | 51:35 – Višňovský (Stümpel)     |                |                                      |
| | 3–2            | 55:07 – Handzuš (Zedník, Šatan) |                |                                      |

Döntő
| 2010. február 28. 12:15 | Egyesült Államok (USA) | 2–3 (h.u.) (0–1, 1–1, 1–0) (h.u.: 0–1) | Kanada (CAN) | Canada Hockey Place, Vancouver Nézőszám: 17 748 |

| Jegyzőkönyv | Jegyzőkönyv | Jegyzőkönyv                    | Jegyzőkönyv    | Jegyzőkönyv                                |
| --- | ----------- | ------------------------------ | -------------- | ------------------------------------------ |
| | Ryan Miller | Kapusok                        | Roberto Luongo | Játékvezetők: Bill McCreary Dan O’Halloran |
| \| \| 0–1 \| 12:50 – Toews (Richards) \| \| \| 0–2 \| 27:13 – Perry (Getzlaf, Keith) \| \| Kesler (Kane) – 32:44 \| 1–2 \| \| \| Parise (Langenbrunner, Kane) – 59:35 \| 2–2 \| \| \| \| 2–3 \| 67:40 – Crosby (Iginla) \| |             |                                |                | Játékvezetők: Bill McCreary Dan O’Halloran |
| 4 perc | Büntetések  | 4 perc                         |                | Játékvezetők: Bill McCreary Dan O’Halloran |
| 36 | Lövések     | 39                             |                | Játékvezetők: Bill McCreary Dan O’Halloran |
| | 0–1         | 12:50 – Toews (Richards)       |                | Játékvezetők: Bill McCreary Dan O’Halloran |
| | 0–2         | 27:13 – Perry (Getzlaf, Keith) |                | Játékvezetők: Bill McCreary Dan O’Halloran |
| Kesler (Kane) – 32:44 | 1–2         |                                |                | Játékvezetők: Bill McCreary Dan O’Halloran |
| Parise (Langenbrunner, Kane) – 59:35 | 2–2         |                                |                |                                            |
| | 2–3         | 67:40 – Crosby (Iginla)        |                |                                            |

| Csapat       | Helyezés |
| ------------ | -------- |
| Kanada (CAN) |          |

### Női
| Kanadai nemzeti női jégkorongcsapat-játékoskeret | Kanadai nemzeti női jégkorongcsapat-játékoskeret | Kanadai nemzeti női jégkorongcsapat-játékoskeret | Kanadai nemzeti női jégkorongcsapat-játékoskeret | Kanadai nemzeti női jégkorongcsapat-játékoskeret | Kanadai nemzeti női jégkorongcsapat-játékoskeret | Kanadai nemzeti női jégkorongcsapat-játékoskeret |
| #                                                | Név                                              | Poszt                                            | Magasság                                         | Súly                                             | Kor                                              | Klub                                             |
| ------------------------------------------------ | ------------------------------------------------ | ------------------------------------------------ | ------------------------------------------------ | ------------------------------------------------ | ------------------------------------------------ | ------------------------------------------------ |
| 1                                                | Shannon Szabados                                 | K                                                | 172 cm                                           | 66 kg                                            | 1986. augusztus 6. (23 évesen)                   | Grant MacEwan Griffins                           |
| 32                                               | Charline Labonté                                 | K                                                | 175 cm                                           | 78 kg                                            | 1982. október 15. (27 évesen)                    | McGill Martlets                                  |
| 33                                               | Kim St-Pierre                                    | K                                                | 175 cm                                           | 70 kg                                            | 1978. december 14. (31 évesen)                   | Montreal Stars                                   |
| 3                                                | Carla MacLeod                                    | V                                                | 162 cm                                           | 60 kg                                            | 1982. június 16. (27 évesen)                     | Calgary Oval X-Treme                             |
| 4                                                | Becky Kellar                                     | V                                                | 170 cm                                           | 70 kg                                            | 1975. január 1. (35 évesen)                      | Burlington Barracudas                            |
| 5                                                | Colleen Sostorics                                | V                                                | 162 cm                                           | 78 kg                                            | 1979. december 17. (30 évesen)                   | Calgary Oval X-Treme                             |
| 12                                               | Meaghan Mikkelson                                | V                                                | 175 cm                                           | 74 kg                                            | 1985. január 4. (25 évesen)                      | Edmonton Chimos                                  |
| 18                                               | Catherine Ward                                   | V                                                | 167 cm                                           | 61 kg                                            | 1987. február 27. (22 évesen)                    | McGill Martlets                                  |
| 25                                               | Tessa Bonhomme                                   | V                                                | 170 cm                                           | 63 kg                                            | 1985. július 23. (24 évesen)                     | Calgary Oval X-Treme                             |
| 2                                                | Meghan Agosta                                    | T                                                | 167 cm                                           | 66 kg                                            | 1987. február 12. (23 évesen)                    | Mercyhurst Lakers                                |
| 6                                                | Rebecca Johnston                                 | T                                                | 170 cm                                           | 61 kg                                            | 1989. szeptember 24. (20 évesen)                 | Cornell Big Red                                  |
| 7                                                | Cherie Piper                                     | T                                                | 167 cm                                           | 75 kg                                            | 1981. június 29. (28 évesen)                     | Calgary Oval X-Treme                             |
| 10                                               | Gillian Apps                                     | T                                                | 182 cm                                           | 78 kg                                            | 1983. november 2. (26 évesen)                    | Brampton Thunder                                 |
| 13                                               | Caroline Ouellette A                             | T                                                | 180 cm                                           | 78 kg                                            | 1979. május 25. (30 évesen)                      | Montreal Stars                                   |
| 16                                               | Jayna Hefford A                                  | T                                                | 165 cm                                           | 63 kg                                            | 1977. május 14. (32 évesen)                      | Brampton Thunder                                 |
| 17                                               | Jennifer Botterill                               | T                                                | 175 cm                                           | 69 kg                                            | 1979. május 1. (30 évesen)                       | Mississauga Chiefs                               |
| 21                                               | Haley Irwin                                      | T                                                | 170 cm                                           | 74 kg                                            | 1988. június 6. (21 évesen)                      | Minnesota-Duluth Bulldogs                        |
| 22                                               | Hayley Wickenheiser C                            | T                                                | 177 cm                                           | 77 kg                                            | 1978. augusztus 12. (31 évesen)                  | Eskilstuna Linden                                |
| 26                                               | Sarah Vaillancourt                               | T                                                | 167 cm                                           | 63 kg                                            | 1985. május 8. (24 évesen)                       | Harvard Crimson                                  |
| 27                                               | Gina Kingsbury                                   | T                                                | 172 cm                                           | 62 kg                                            | 1981. november 26. (28 évesen)                   | Calgary Oval X-Treme                             |
| 29                                               | Marie-Philip Poulin                              | T                                                | 167 cm                                           | 73 kg                                            | 1991. március 28. (18 évesen)                    | Dawson Blues                                     |
| Vezetőedző: Melody Davidson                      |                                                  |                                                  |                                                  |                                                  |                                                  |                                                  |

- Posztok rövidítései: K – Kapus, V – Védő, T – Támadó
- Kor: 2010. február 16-i kora

#### Eredmények
Csoportkör
A csoport
| Csapat           | M | Gy | HGy | HV | V | G+ | G- | Gk  | P |
| ---------------- | - | -- | --- | -- | - | -- | -- | --- | - |
| Kanada (CAN)     | 3 | 3  | 0   | 0  | 0 | 41 | 2  | +39 | 9 |
| Svédország (SWE) | 3 | 2  | 0   | 0  | 1 | 10 | 15 | –5  | 6 |
| Svájc (SUI)      | 3 | 1  | 0   | 0  | 2 | 6  | 15 | –9  | 3 |
| Szlovákia (SVK)  | 3 | 0  | 0   | 0  | 3 | 4  | 29 | –25 | 0 |

| 2010. február 13. 17:00 | Kanada (CAN) | 18–0 (7–0, 6–0, 5–0) | Szlovákia (SVK) | Canada Hockey Place, Vancouver Nézőszám: 16 496 |

| Jegyzőkönyv | Jegyzőkönyv   | Jegyzőkönyv | Jegyzőkönyv      | Jegyzőkönyv              |
| --- | ------------- | ----------- | ---------------- | ------------------------ |
| | Kim St-Pierre | Kapusok     | Zuzana Tomčíková | Játékvezető: Joy Tottman |
| \| Irwin (Vaillancourt, Johnston) – 01:39 \| 1–0 \| \| \| Bonhomme (Hefford, MacLeod) – 03:06 \| 2–0 \| \| \| Agosta (Ouellette, Wickenheiser) (PP) – 05:38 \| 3–0 \| \| \| MacLeod (Bonhomme, Ouellette) – 08:21 \| 4–0 \| \| \| Agosta (Kellar, Sostorics) – 11:34 \| 5–0 \| \| \| Kingsbury (Piper, Apps) – 15:09 \| 6–0 \| \| \| Sostorics (Hefford, Agosta) – 16:20 \| 7–0 \| \| \| Vaillancourt (Johnston) – 23:42 \| 8–0 \| \| \| Poulin (PP) – 27:21 \| 9–0 \| \| \| Agosta (Hefford, Ouellette) – 30:19 \| 10–0 \| \| \| Hefford (Wickenheiser) (SH) – 32:00 \| 11–0 \| \| \| Ouellette (Apps, Sostorics) (SH) – 32:44 \| 12–0 \| \| \| MacLeod (Poulin, Sostorics) – 36:42 \| 13–0 \| \| \| Hefford (Agosta, MacLeod) – 44:23 \| 14–0 \| \| \| Irwin (Vaillancourt, Ward) – 44:37 \| 15–0 \| \| \| Piper (Wickenheiser) – 46:54 \| 16–0 \| \| \| Hefford (Ouellette, Kellar) – 51:03 \| 17–0 \| \| \| Kingsbury (Botterill) – 52:52 \| 18–0 \| \| |               |             |                  | Játékvezető: Joy Tottman |
| 10 perc | Büntetések    | 12 perc     |                  | Játékvezető: Joy Tottman |
| 67 | Lövések       | 9           |                  | Játékvezető: Joy Tottman |
| Irwin (Vaillancourt, Johnston) – 01:39 | 1–0           |             |                  | Játékvezető: Joy Tottman |
| Bonhomme (Hefford, MacLeod) – 03:06 | 2–0           |             |                  | Játékvezető: Joy Tottman |
| Agosta (Ouellette, Wickenheiser) (PP) – 05:38 | 3–0           |             |                  | Játékvezető: Joy Tottman |
| MacLeod (Bonhomme, Ouellette) – 08:21 | 4–0           |             |                  |                          |
| Agosta (Kellar, Sostorics) – 11:34 | 5–0           |             |                  |                          |
| Kingsbury (Piper, Apps) – 15:09 | 6–0           |             |                  |                          |
| Sostorics (Hefford, Agosta) – 16:20 | 7–0           |             |                  |                          |
| Vaillancourt (Johnston) – 23:42 | 8–0           |             |                  |                          |
| Poulin (PP) – 27:21 | 9–0           |             |                  |                          |
| Agosta (Hefford, Ouellette) – 30:19 | 10–0          |             |                  |                          |
| Hefford (Wickenheiser) (SH) – 32:00 | 11–0          |             |                  |                          |
| Ouellette (Apps, Sostorics) (SH) – 32:44 | 12–0          |             |                  |                          |
| MacLeod (Poulin, Sostorics) – 36:42 | 13–0          |             |                  |                          |
| Hefford (Agosta, MacLeod) – 44:23 | 14–0          |             |                  |                          |
| Irwin (Vaillancourt, Ward) – 44:37 | 15–0          |             |                  |                          |
| Piper (Wickenheiser) – 46:54 | 16–0          |             |                  |                          |
| Hefford (Ouellette, Kellar) – 51:03 | 17–0          |             |                  |                          |
| Kingsbury (Botterill) – 52:52 | 18–0          |             |                  |                          |

| 2010. február 15. 14:30 | Svájc (SUI) | 1–10 (0–2, 1–3, 0–5) | Kanada (CAN) | UBC Winter Sports Centre, Vancouver Nézőszám: 5413 |

| Jegyzőkönyv | Jegyzőkönyv                                               | Jegyzőkönyv                             | Jegyzőkönyv      | Jegyzőkönyv                  |
| --- | --------------------------------------------------------- | --------------------------------------- | ---------------- | ---------------------------- |
| | Florence Schelling (le 51:55) Dominique Slongo (be 51:55) | Kapusok                                 | Shannon Szabados | Játékvezető: Nicole Hertrich |
| \| \| 0–1 \| 06:27 – Apps (Kingsbury, Piper) (PP) \| \| \| 0–2 \| 14:25 – Vaillancourt (Johnston) \| \| \| 0–3 \| 22:19 – Piper (Wickenheiser) \| \| \| 0–4 \| 28:08 – Agosta (Ward, Ouellette) \| \| \| 0–5 \| 31:15 – Agosta (Ouellette, Hefford) \| \| Leimgruber (Lehmann, S. Marty) – 39:46 \| 1–5 \| \| \| \| 1–6 \| 40:54 – Hefford (Wickenheiser) (SH) \| \| \| 1–7 \| 49:08 – Ward \| \| \| 1–8 \| 49:27 – Poulin \| \| \| 1–9 \| 50:43 – Johnston (Vaillancourt, Kellar) \| \| \| 1–10 \| 51:55 – Wickenheiser (Piper, Apps) \| |                                                           |                                         |                  | Játékvezető: Nicole Hertrich |
| 8 perc | Büntetések                                                | 10 perc                                 |                  | Játékvezető: Nicole Hertrich |
| 12 | Lövések                                                   | 62                                      |                  | Játékvezető: Nicole Hertrich |
| | 0–1                                                       | 06:27 – Apps (Kingsbury, Piper) (PP)    |                  | Játékvezető: Nicole Hertrich |
| | 0–2                                                       | 14:25 – Vaillancourt (Johnston)         |                  | Játékvezető: Nicole Hertrich |
| | 0–3                                                       | 22:19 – Piper (Wickenheiser)            |                  | Játékvezető: Nicole Hertrich |
| | 0–4                                                       | 28:08 – Agosta (Ward, Ouellette)        |                  |                              |
| | 0–5                                                       | 31:15 – Agosta (Ouellette, Hefford)     |                  |                              |
| Leimgruber (Lehmann, S. Marty) – 39:46 | 1–5                                                       |                                         |                  |                              |
| | 1–6                                                       | 40:54 – Hefford (Wickenheiser) (SH)     |                  |                              |
| | 1–7                                                       | 49:08 – Ward                            |                  |                              |
| | 1–8                                                       | 49:27 – Poulin                          |                  |                              |
| | 1–9                                                       | 50:43 – Johnston (Vaillancourt, Kellar) |                  |                              |
| | 1–10                                                      | 51:55 – Wickenheiser (Piper, Apps)      |                  |                              |

| 2010. február 17. 14:30 | Kanada (CAN) | 13–1 (5–0, 7–0, 1–1) | Svédország (SWE) | UBC Winter Sports Centre, Vancouver Nézőszám: 5483 |

| Jegyzőkönyv | Jegyzőkönyv                                          | Jegyzőkönyv                              | Jegyzőkönyv                                 | Jegyzőkönyv                |
| --- | ---------------------------------------------------- | ---------------------------------------- | ------------------------------------------- | -------------------------- |
| | Kim St-Pierre (le 40:00) Charline Labonté (be 40:00) | Kapusok                                  | Kim Martin (le 28:47) Sara Grahn (be 28:47) | Játékvezető: Leah Wrazidlo |
| \| Agosta (Piper, Ouellette) – 06:58 \| 1–0 \| \| \| Poulin (Agosta, Wickenheiser) – 09:16 \| 2–0 \| \| \| Piper (Wickenheiser, Sostorics) – 13:00 \| 3–0 \| \| \| Vaillancourt (Johnston, Sostorics) – 15:27 \| 4–0 \| \| \| Bonhomme (Agosta) – 15:57 \| 5–0 \| \| \| Agosta (Hefford) – 21:06 \| 6–0 \| \| \| Hefford (Ouellette, Kellar) – 25:36 \| 7–0 \| \| \| Wickenheiser (Apps) – 25:14 \| 8–0 \| \| \| Apps (Irwin, Piper) – 26:13 \| 9–0 \| \| \| Agosta (Ouellette) (PP) – 27:59 \| 10–0 \| \| \| Piper (Wickenheiser) – 29:17 \| 11–0 \| \| \| Irwin (Vaillancourt, Ward) (PP) – 31:43 \| 12–0 \| \| \| Apps (MacLeod, Wickenheiser) – 47:43 \| 13–0 \| \| \| \| 13–1 \| 52:16 – Timglas (Jordansson, Rooth) (PP) \| |                                                      |                                          |                                             | Játékvezető: Leah Wrazidlo |
| 8 perc | Büntetések                                           | 16 perc                                  |                                             | Játékvezető: Leah Wrazidlo |
| 52 | Lövések                                              | 13                                       |                                             | Játékvezető: Leah Wrazidlo |
| Agosta (Piper, Ouellette) – 06:58 | 1–0                                                  |                                          |                                             | Játékvezető: Leah Wrazidlo |
| Poulin (Agosta, Wickenheiser) – 09:16 | 2–0                                                  |                                          |                                             | Játékvezető: Leah Wrazidlo |
| Piper (Wickenheiser, Sostorics) – 13:00 | 3–0                                                  |                                          |                                             | Játékvezető: Leah Wrazidlo |
| Vaillancourt (Johnston, Sostorics) – 15:27 | 4–0                                                  |                                          |                                             |                            |
| Bonhomme (Agosta) – 15:57 | 5–0                                                  |                                          |                                             |                            |
| Agosta (Hefford) – 21:06 | 6–0                                                  |                                          |                                             |                            |
| Hefford (Ouellette, Kellar) – 25:36 | 7–0                                                  |                                          |                                             |                            |
| Wickenheiser (Apps) – 25:14 | 8–0                                                  |                                          |                                             |                            |
| Apps (Irwin, Piper) – 26:13 | 9–0                                                  |                                          |                                             |                            |
| Agosta (Ouellette) (PP) – 27:59 | 10–0                                                 |                                          |                                             |                            |
| Piper (Wickenheiser) – 29:17 | 11–0                                                 |                                          |                                             |                            |
| Irwin (Vaillancourt, Ward) (PP) – 31:43 | 12–0                                                 |                                          |                                             |                            |
| Apps (MacLeod, Wickenheiser) – 47:43 | 13–0                                                 |                                          |                                             |                            |
| | 13–1                                                 | 52:16 – Timglas (Jordansson, Rooth) (PP) |                                             |                            |

Elődöntő
| 2010. február 22. 17:00 | Kanada (CAN) | 5–0 (2–0, 1–0, 2–0) | Finnország (FIN) | Canada Hockey Place, Vancouver Nézőszám: 16 324 |

| Jegyzőkönyv | Jegyzőkönyv      | Jegyzőkönyv | Jegyzőkönyv | Jegyzőkönyv                  |
| --- | ---------------- | ----------- | ----------- | ---------------------------- |
| | Shannon Szabados | Kapusok     | Noora Räty  | Játékvezető: Nicole Hertrich |
| \| 5:22 – Piper (Agosta, Hefford) \| 1–0 \| \| \| 14:36 – Irwin \| 2–0 \| \| \| 36:21 – Agosta (Bonhomme, Hefford) \| 3–0 \| \| \| 44:23 – Irwin (Johnston, Vaillancourt) \| 4–0 \| \| \| 58:57 – Ouellette (Poulin) (SH) \| 5–0 \| \| |                  |             |             | Játékvezető: Nicole Hertrich |
| 10 perc | Büntetések       | 12 perc     |             | Játékvezető: Nicole Hertrich |
| 50 | Lövések          | 11          |             | Játékvezető: Nicole Hertrich |
| 5:22 – Piper (Agosta, Hefford) | 1–0              |             |             | Játékvezető: Nicole Hertrich |
| 14:36 – Irwin | 2–0              |             |             | Játékvezető: Nicole Hertrich |
| 36:21 – Agosta (Bonhomme, Hefford) | 3–0              |             |             | Játékvezető: Nicole Hertrich |
| 44:23 – Irwin (Johnston, Vaillancourt) | 4–0              |             |             |                              |
| 58:57 – Ouellette (Poulin) (SH) | 5–0              |             |             |                              |

Döntő
| 2010. február 25. 15:30 | Kanada (CAN) | 2–0 (2–0, 0–0, 0–0) | Egyesült Államok (USA) | Canada Hockey Place, Vancouver Nézőszám: 16 805 |

| Jegyzőkönyv                                                                        | Jegyzőkönyv      | Jegyzőkönyv | Jegyzőkönyv   | Jegyzőkönyv            |
| ---------------------------------------------------------------------------------- | ---------------- | ----------- | ------------- | ---------------------- |
|                                                                                    | Shannon Szabados | Kapusok     | Jessie Vetter | Játékvezető: Aina Høve |
| \| Poulin (Botterill) – 13:55 \| 1–0 \| \| \| Poulin (Agosta) – 16:50 \| 2–0 \| \| |                  |             |               | Játékvezető: Aina Høve |
| 12 perc                                                                            | Büntetések       | 10 perc     |               | Játékvezető: Aina Høve |
| 18                                                                                 | Lövések          | 21          |               | Játékvezető: Aina Høve |
| Poulin (Botterill) – 13:55                                                         | 1–0              |             |               | Játékvezető: Aina Høve |
| Poulin (Agosta) – 16:50                                                            | 2–0              |             |               | Játékvezető: Aina Høve |

| Csapat       | Helyezés |
| ------------ | -------- |
| Kanada (CAN) |          |

## Műkorcsolya
| Versenyző                  | Versenyszám  | Rövid program | Rövid program | Kűr    | Kűr   | Összesítés | Összesítés |
| Versenyző                  | Versenyszám  | Pont          | Hely.         | Pont   | Hely. | Pont       | Helyezés   |
| -------------------------- | ------------ | ------------- | ------------- | ------ | ----- | ---------- | ---------- |
| Patrick Chan               | Férfi egyéni | 81,12         | 7.            | 160,30 | 4.    | 241,42     | 5.         |
| Vaughn Chipeur             | Férfi egyéni | 57,22         | 24.           | 113,70 | 23.   | 170,92     | 23.        |
| Cynthia Phaneuf            | Női egyéni   | 57,16         | 14.           | 99,46  | 13.   | 156,62     | 12.        |
| Joannie Rochette           | Női egyéni   | 71,36         | 3.            | 131,28 | 3.    | 202,64     |            |
| Jessica Dubé Bryce Davison | Páros        | 65,36         | 6.            | 121,75 | 6.    | 187,11     | 6.         |
| Anabelle Langlois Cody Hay | Páros        | 64,20         | 7.            | 115,77 | 9.    | 179,97     | 9.         |

| Versenyző                  | Versenyszám | Kötelező tánc | Kötelező tánc | Eredeti (original) tánc | Eredeti (original) tánc | Kűr    | Kűr   | Összesítés | Összesítés |
| Versenyző                  | Versenyszám | Pont          | Hely.         | Pont                    | Hely.                   | Pont   | Hely. | Pont       | Helyezés   |
| -------------------------- | ----------- | ------------- | ------------- | ----------------------- | ----------------------- | ------ | ----- | ---------- | ---------- |
| Tessa Virtue Scott Moir    | Jégtánc     | 42,74         | 2.            | 68,41                   | 1.                      | 110,42 | 1.    | 221,57     |            |
| Vanessa Crone Paul Poirier | Jégtánc     | 31,14         | 15.           | 48,17                   | 17.                     | 85,29  | 12.   | 164,60     | 14.        |

## Rövidpályás gyorskorcsolya
Férfi
| Versenyző                                                                                | Versenyszám  | Előfutam | Előfutam | Negyeddöntő | Negyeddöntő | Elődöntő | Elődöntő | B döntő  | B döntő | Döntő    | Döntő   | Helyezés |
| Versenyző                                                                                | Versenyszám  | Idő      | Hely.    | Idő         | Hely.       | Idő      | Hely.    | Idő      | Hely.   | Idő      | Hely.   | Helyezés |
| ---------------------------------------------------------------------------------------- | ------------ | -------- | -------- | ----------- | ----------- | -------- | -------- | -------- | ------- | -------- | ------- | -------- |
| Guillaume Bastille                                                                       | 1500 m       | kizárták | kizárták |             |             | kiesett  | kiesett  | kiesett  | kiesett | kiesett  | kiesett | kiesett  |
| Olivier Jean                                                                             | 1500 m       | 2:14,279 | 1.       |             |             | 2:32,358 | 6.       |          |         | 2:18,806 | 4.      | 4.       |
| Olivier Jean                                                                             | 500 m        | 41,737   | 2.       | 41,275      | 2.          | kizárták | kizárták | kiesett  | kiesett | kiesett  | kiesett | 9.       |
| François-Louis Tremblay                                                                  | 500 m        | 41,397   | 1.       | 41,326      | 1.          | 41,515   | 2.       |          |         | 46,366   | 3.      |          |
| Charles Hamelin                                                                          | 500 m        | 41,463   | 1.       | 40,770      | 1.          | 40,964   | 1.       |          |         | 40,981   | 1.      |          |
| Charles Hamelin                                                                          | 1500 m       | 2:16,153 | 2.       |             |             | 2:11,225 | 3.       | 2:18,243 | 1.      |          |         | 7.       |
| Charles Hamelin                                                                          | 1000 m       | 1:25,256 | 1.       | 1:25,300    | 1.          | 1:25,062 | 2.       |          |         | 1:24,329 | 4.      | 4.       |
| François Hamelin                                                                         | 1000 m       | 1:25,714 | 1.       | 1:25,037    | 2.          | 1:45,324 | 3.       |          |         | 1:25,206 | 5.      | 5.       |
| François-Louis Tremblay Charles Hamelin François Hamelin Guillaume Bastille Olivier Jean | 5000 m váltó |          |          |             |             | 6:43,610 | 2.       |          |         | 6:44,224 | 1.      |          |

Női
| Versenyző                                                    | Versenyszám  | Előfutam | Előfutam | Negyeddöntő | Negyeddöntő | Elődöntő | Elődöntő | B döntő  | B döntő | Döntő    | Döntő   | Helyezés |
| Versenyző                                                    | Versenyszám  | Idő      | Hely.    | Idő         | Hely.       | Idő      | Hely.    | Idő      | Hely.   | Idő      | Hely.   | Helyezés |
| ------------------------------------------------------------ | ------------ | -------- | -------- | ----------- | ----------- | -------- | -------- | -------- | ------- | -------- | ------- | -------- |
| Jessica Gregg                                                | 1000 m       | 1:32,565 | 1.       | 1:30,207    | 2.          | 1:33,139 | 4.       | 1:32,333 | 3.      |          |         | 6.       |
| Jessica Gregg                                                | 500 m        | 44,009   | 2.       | 43,956      | 2.          | 43,854   | 1.       |          |         | 44,204   | 4.      | 4.       |
| Marianne St-Gelais                                           | 500 m        | 44,708   | 1.       | 44,316      | 1.          | 43,241   | 2.       |          |         | 43,707   | 2.      |          |
| Kalyna Roberge                                               | 500 m        | 44,254   | 2.       | 44,143      | 2.          | 43,633   | 3.       | 44,824   | 2.      |          |         | 6.       |
| Kalyna Roberge                                               | 1000 m       | 1:31,033 | 1.       | 1:31,479    | 2.          | 1:30,736 | 3.       | 1:32,122 | 2.      |          |         | 5.       |
| Kalyna Roberge                                               | 1500 m       | 2:23,619 | 2.       |             |             | 2:47,998 | 5.       | kiesett  | kiesett | kiesett  | kiesett | 13.      |
| Valérie Maltais                                              | 1500 m       | 2:30,321 | 3.       |             |             | 2:23,722 | 5.       | kiesett  | kiesett | kiesett  | kiesett | 14.      |
| Tania Vicent                                                 | 1500 m       | 2:24,100 | 2.       |             |             | 2:24,742 | 2.       |          |         | 2:23,035 | 8.      | 8.       |
| Tania Vicent                                                 | 1000 m       | 1:37,561 | 2.       | kizárták    | kizárták    | kiesett  | kiesett  | kiesett  | kiesett | kiesett  | kiesett | 17.      |
| Jessica Gregg Kalyna Roberge Marianne St-Gelais Tania Vicent | 3000 m váltó |          |          |             |             | 4:11,476 | 2.       |          |         | 4:09,137 | 2.      |          |

## Síakrobatika
Ugrás
| Versenyző        | Versenyszám | Selejtező | Selejtező | Döntő   | Döntő    |
| Versenyző        | Versenyszám | Pont      | Helyezés  | Pont    | Helyezés |
| ---------------- | ----------- | --------- | --------- | ------- | -------- |
| Kyle Nissen      | Férfi       | 233,71    | 9.        | 239,31  | 5.       |
| Steve Omischl    | Férfi       | 233,88    | 8.        | 233,66  | 8.       |
| Warren Shouldice | Férfi       | 235,93    | 6.        | 223,30  | 10.      |
| Veronika Bauer   | Női         | 160,46    | 15.       | kiesett | kiesett  |

Mogul
| Versenyző                 | Versenyszám | Selejtező | Selejtező | Döntő | Döntő    |
| Versenyző                 | Versenyszám | Pont      | Helyezés  | Pont  | Helyezés |
| ------------------------- | ----------- | --------- | --------- | ----- | -------- |
| Alexandre Bilodeau        | Férfi       | 25,48     | 2.        | 26,75 |          |
| Maxime Gingras            | Férfi       | 24,37     | 6.        | 24,13 | 11.      |
| Vincent Marquis           | Férfi       | 23,71     | 13.       | 25,88 | 4.       |
| Pierre-Alexandre Rousseau | Férfi       | 24,36     | 7.        | 25,83 | 5.       |
| Chloe Dufour-Lapointe     | Női         | 23,74     | 9.        | 23,87 | 5.       |
| Jennifer Heil             | Női         | 25,50     | 2.        | 25,69 |          |
| Kristi Richards           | Női         | 24,63     | 4.        | 4,36  | 20.      |

Krossz
| Versenyző             | Versenyszám | Selejtező | Selejtező | Nyolcaddöntő | Negyeddöntő | Elődöntő | Döntő         | Helyezés |
| Versenyző             | Versenyszám | Idő       | Hely.     | Nyolcaddöntő | Negyeddöntő | Elődöntő | Döntő         | Helyezés |
| --------------------- | ----------- | --------- | --------- | ------------ | ----------- | -------- | ------------- | -------- |
| Davey Barr            | Férfi       | 1:14,98   | 25.       | 2.           | 2.          | 3.       | Kisdöntő 2.   | 6.       |
| Christopher Del Bosco | Férfi       | 1:12,89   | 2.        | 1.           | 1.          | 2.       | nem ért célba | 4.       |
| Stanley Hayer         | Férfi       | 1:13,74   | 10.       | 2.           | 4.          | kiesett  | kiesett       | 10.      |
| Ashleigh McIvor       | Női         | 1:17,17   | 2.        | 1.           | 1.          | 2.       | 1.            |          |
| Julia Murray          | Női         | 1:19,54   | 14.       | 2.           | 4.          | kiesett  | kiesett       | 12.      |
| Danielle Poleschuk    | Női         | 1:19,02   | 10.       | 3.           | kiesett     | kiesett  | kiesett       | 19.      |
| Kelsey Serwa          | Női         | 1:17,94   | 4.        | 1.           | 1.          | 3.       | Kisdöntő 1.   | 5.       |

## Sífutás
Férfi
| Versenyző                                          | Versenyszám     | Selejtező | Selejtező | Negyeddöntő | Negyeddöntő | Elődöntő | Elődöntő | Döntő     | Döntő    |
| Versenyző                                          | Versenyszám     | Idő       | Hely.     | Idő         | Hely.       | Idő      | Hely.    | Idő       | Helyezés |
| -------------------------------------------------- | --------------- | --------- | --------- | ----------- | ----------- | -------- | -------- | --------- | -------- |
| Ivan Babikov                                       | 50 km           |           |           |             |             |          |          | 2:10:50,2 | 33.      |
| Ivan Babikov                                       | 30 km           |           |           |             |             |          |          | 1:15:20,5 | 5.       |
| Ivan Babikov                                       | 15 km           |           |           |             |             |          |          | 34:30,0   | 8.       |
| George Grey                                        | 15 km           |           |           |             |             |          |          | 35:13,0   | 29.*     |
| George Grey                                        | 30 km           |           |           |             |             |          |          | 1:15:32,0 | 8.       |
| George Grey                                        | 50 km           |           |           |             |             |          |          | 2:06:18,1 | 18.      |
| Alex Harvey                                        | 50 km           |           |           |             |             |          |          | 2:10:49,9 | 32.      |
| Alex Harvey                                        | 30 km           |           |           |             |             |          |          | 1:15:43,0 | 9.       |
| Alex Harvey                                        | 15 km           |           |           |             |             |          |          | 34:55,6   | 21.      |
| Gordon Jewett                                      | 15 km           |           |           |             |             |          |          | 36:17,9   | 52.      |
| Drew Goldsack                                      | Sprint          | 3:44,28   | 40.       | kiesett     | kiesett     | kiesett  | kiesett  | kiesett   | 40.      |
| Stefan Kuhn                                        | Sprint          | 3:38,35   | 10.       | 3:37,4      | 3.          | kiesett  | kiesett  | kiesett   | 15.      |
| Brent McMurtry                                     | Sprint          | 3:45,02   | 41.       | kiesett     | kiesett     | kiesett  | kiesett  | kiesett   | 41.      |
| Devon Kershaw                                      | Sprint          | 3:40,50   | 24.       | 3:39,9      | 5.          | kiesett  | kiesett  | kiesett   | 23.      |
| Devon Kershaw                                      | 30 km           |           |           |             |             |          |          | 1:16:23,6 | 16.      |
| Devon Kershaw                                      | 50 km           |           |           |             |             |          |          | 2:05:37,1 | 5.       |
| Devon Kershaw Alex Harvey                          | Csapatsprint    | 18:49,2   | 4. D      |             |             |          |          | 19:07,3   | 4.       |
| Devon Kershaw Alex Harvey Ivan Babikov George Grey | 4 × 10 km váltó |           |           |             |             |          |          | 1:47:03,2 | 7.       |

Női
| Versenyző                                                         | Versenyszám    | Selejtező | Selejtező | Negyeddöntő | Negyeddöntő | Elődöntő | Elődöntő | Döntő     | Döntő    |
| Versenyző                                                         | Versenyszám    | Idő       | Hely.     | Idő         | Hely.       | Idő      | Hely.    | Idő       | Helyezés |
| ----------------------------------------------------------------- | -------------- | --------- | --------- | ----------- | ----------- | -------- | -------- | --------- | -------- |
| Chandra Crawford                                                  | Sprint         | 3:47,25   | 18.       | 3:50,0      | 6.          | kiesett  | kiesett  | kiesett   | 26.      |
| Daria Gaiazova                                                    | Sprint         | 3:46,97   | 17.       | 3:44,4      | 5.          | kiesett  | kiesett  | kiesett   | 22.      |
| Daria Gaiazova                                                    | 15 km          |           |           |             |             |          |          | 44:35,9   | 46.      |
| Perianne Jones                                                    | 15 km          |           |           |             |             |          |          | 45:48,7   | 56.      |
| Perianne Jones                                                    | Sprint         | 3:54,27   | 41.       | kiesett     | kiesett     | kiesett  | kiesett  | kiesett   | 41.      |
| Sara Renner                                                       | Sprint         | 3:51,79   | 34.       | kiesett     | kiesett     | kiesett  | kiesett  | kiesett   | 34.      |
| Sara Renner                                                       | 15 km          |           |           |             |             |          |          | 41:37,9   | 10.      |
| Sara Renner                                                       | 30 km          |           |           |             |             |          |          | 1:34:04,2 | 15.      |
| Madeleine Williams                                                | 30 km          |           |           |             |             |          |          | 1:42:33,7 | 45.      |
| Madeleine Williams                                                | 15 km          |           |           |             |             |          |          | 44:11,2   | 40.      |
| Madeleine Williams                                                | 10 km          |           |           |             |             |          |          | 27:43,6   | 50.      |
| Daria Gaiazova Sara Renner                                        | Csapatsprint   | 18:54,9   | 4. D      |             |             |          |          | 18:51,8   | 7.       |
| Daria Gaiazova Perianne Jones Chandra Crawford Madeleine Williams | 4 × 5 km váltó |           |           |             |             |          |          | 1:00:05,0 | 15.      |

* - egy másik versenyzővel azonos időt ért el

## Síugrás
| Versenyző                                                      | Versenyszám | Selejtező | Selejtező | 1. ugrás | 1. ugrás | 2. ugrás | 2. ugrás | Összesítés | Összesítés |
| Versenyző                                                      | Versenyszám | Pont      | Hely.     | Pont     | Hely.    | Pont     | Hely.    | Pont       | Helyezés   |
| -------------------------------------------------------------- | ----------- | --------- | --------- | -------- | -------- | -------- | -------- | ---------- | ---------- |
| Mackenzie Boyd-Clowes                                          | Normálsánc  | 105,0     | 44.       | kiesett  | kiesett  | kiesett  | kiesett  | kiesett    | kiesett    |
| Mackenzie Boyd-Clowes                                          | Nagysánc    | 83,8      | 45.       | kiesett  | kiesett  | kiesett  | kiesett  | kiesett    | kiesett    |
| Eric Mitchell                                                  | Nagysánc    | 47,4      | 51.       | kiesett  | kiesett  | kiesett  | kiesett  | kiesett    | kiesett    |
| Eric Mitchell                                                  | Normálsánc  | 98,5      | 49.       | kiesett  | kiesett  | kiesett  | kiesett  | kiesett    | kiesett    |
| Trevor Morrice                                                 | Normálsánc  | 103,5     | 46.       | kiesett  | kiesett  | kiesett  | kiesett  | kiesett    | kiesett    |
| Trevor Morrice                                                 | Nagysánc    | 73,8      | 49.       | kiesett  | kiesett  | kiesett  | kiesett  | kiesett    | kiesett    |
| Stefan Read                                                    | Nagysánc    | 102,9     | 36.       | 71,6     | 46.      | kiesett  | kiesett  | kiesett    | kiesett    |
| Stefan Read                                                    | Normálsánc  | 103,0     | 47.       | kiesett  | kiesett  | kiesett  | kiesett  | kiesett    | kiesett    |
| Mackenzie Boyd-Clowes Trevor Morrice Eric Mitchell Stefan Read | Csapat      |           |           | 294,6    | 12.      | kiesett  | kiesett  | kiesett    | kiesett    |

## Snowboard
Halfpipe
| Versenyző        | Versenyszám | Selejtező  | Selejtező  | Selejtező | Elődöntő   | Elődöntő   | Elődöntő | Döntő      | Döntő      | Helyezés |
| Versenyző        | Versenyszám | 1. forduló | 2. forduló | Hely.     | 1. forduló | 2. forduló | Hely.    | 1. forduló | 2. forduló | Helyezés |
| ---------------- | ----------- | ---------- | ---------- | --------- | ---------- | ---------- | -------- | ---------- | ---------- | -------- |
| Jeff Batchelor   | Férfi       | 14,9       | 18,5       | 17.       | kiesett    | kiesett    | kiesett  | kiesett    | kiesett    | 32.      |
| Justin Lamoureux | Férfi       | 12,6       | 35,4       | 9.        | 36,2       | 20,2       | 6.       | 33,8       | 35,9       | 7.       |
| Brad Martin      | Férfi       | 11,2       | 27,5       | 13.       | kiesett    | kiesett    | kiesett  | kiesett    | kiesett    | 23.      |
| Sarah Conrad     | Női         | 14,4       | 31,2       | 15.       | 17,8       | 21,4       | 12.      | kiesett    | kiesett    | 18.      |
| Mercedes Nicoll  | Női         | 31,1       | 34,6       | 10.       | 40,1       | 28,5       | 3.       | 34,3       | 2,9        | 6.       |
| Lauren Taylor    | Női         | 12,9       | 13,7       | 26.       | kiesett    | kiesett    | kiesett  | kiesett    | kiesett    | 26.      |

Parallel giant slalom
| Versenyző          | Versenyszám | Selejtező     | Selejtező     | Nyolcaddöntő                        | Negyeddöntő               | Elődöntő                           | Döntő                       | Helyezés |
| Versenyző          | Versenyszám | Idő           | Hely.         | Ellenfél Eredmény                   | Ellenfél Eredmény         | Ellenfél Eredmény                  | Ellenfél Eredmény           | Helyezés |
| ------------------ | ----------- | ------------- | ------------- | ----------------------------------- | ------------------------- | ---------------------------------- | --------------------------- | -------- |
| Jasey-Jay Anderson | Férfi       | 1:17,97       | 10.           | Tyler Jewell (USA) · -1,18          | Rok Flander (SLO) · -7,02 | Sztanyiszlav Gyetkov (RUS) · -1,72 | Benjamin Karl (AUT) · -0,35 |          |
| Michael Lambert    | Férfi       | 1:17,81       | 6.            | Sztanyiszlav Gyetkov (RUS) · +12,05 | kiesett                   | kiesett                            | kiesett                     | 12.      |
| Matthew Morison    | Férfi       | 1:17,69       | 5.            | Žan Košir (SLO) · +0,25             | kiesett                   | kiesett                            | kiesett                     | 11.      |
| Caroline Calvé     | Női         | 1:26,38       | 20.           | kiesett                             | kiesett                   | kiesett                            | kiesett                     | 20.      |
| Alexa Loo          | Női         | 1:24,22       | 9.            | Ankes Karstens (GER) · +0,01        | kiesett                   | kiesett                            | kiesett                     | 12.      |
| Kimiko Zakreski    | Női         | nem ért célba | nem ért célba | kiesett                             | kiesett                   | kiesett                            | kiesett                     | 29.      |

Snowboard cross
| Versenyző         | Versenyszám | Selejtező | Selejtező | Nyolcaddöntő | Negyeddöntő | Elődöntő | Döntő       | Helyezés |
| Versenyző         | Versenyszám | Idő       | Hely.     | Helyezés     | Helyezés    | Helyezés | Helyezés    | Helyezés |
| ----------------- | ----------- | --------- | --------- | ------------ | ----------- | -------- | ----------- | -------- |
| François Boivin   | Férfi       | 1:32,72   | 15.       | 1.           | 4.          | kiesett  | kiesett     | 12.      |
| Robert Fagan      | Férfi       | 1:23,06   | 10.       | 1.           | 1.          | 3.       | Kisdöntő 1. | 5.       |
| Drew Neilson      | Férfi       | 1:22,01   | 11.       | 2.           | 4.          | kiesett  | kiesett     | 11.      |
| Mike Robertson    | Férfi       | 1:20,15   | 3.        | 1.           | 1.          | 1.       | 2.          |          |
| Dominique Maltais | Női         | 1:45,56   | 20.       |              | kiesett     | kiesett  | kiesett     | 20.      |
| Maëlle Ricker     | Női         | 1:25,45   | 3.        |              | 1.          | 1.       | 1.          |          |

## Szánkó
| Versenyző                   | Versenyszám | 1. futam | 1. futam | 2. futam | 2. futam | 3. futam | 3. futam | 4. futam | 4. futam | Összesítés | Összesítés |
| Versenyző                   | Versenyszám | Idő      | Hely.    | Idő      | Hely.    | Idő      | Hely.    | Idő      | Hely.    | Idő        | Helyezés   |
| --------------------------- | ----------- | -------- | -------- | -------- | -------- | -------- | -------- | -------- | -------- | ---------- | ---------- |
| Jeff Christie               | Férfi egyes | 48,881   | 15.      | 48,904   | 15.      | 49,308   | 18.      | 48,730   | 12.      | 3:15,823   | 14.        |
| Ian Cockerline              | Férfi egyes | 49,033   | 21.      | 49,132   | 21.      | 49,297   | 17.      | 48,781   | 14.      | 3:16,243   | 20.        |
| Sam Edney                   | Férfi egyes | 48,754   | 11.      | 48,793   | 9.       | 48,920   | 7.       | 48,373   | 3.       | 3:14,840   | 7.         |
| Alex Gough                  | Női egyes   | 42,275   | 17.      | 42,411   | 24.      | 42,346   | 15.      | 42,359   | 18.      | 2:49,391   | 18.        |
| Regan Lauscher              | Női egyes   | 42,368   | 21.      | 42,289   | 21.      | 42,211   | 13.      | 42,153   | 15.      | 2:49,021   | 15.        |
| Meaghan Simister            | Női egyes   | 42,524   | 24.      | 42,497   | 25.      | 42,787   | 23.      | 42,662   | 24.      | 2:50,470   | 25.        |
| Chris Moffat Mike Moffat    | Kettes      | 41,675   | 7.       | 41,723   | 7.       |          |          |          |          | 1:23,398   | 7.         |
| Justin Snith Tristan Walker | Kettes      | 42,100   | 14.      | 42,120   | 14.      |          |          |          |          | 1:24,220   | 15.        |

## Szkeleton
| Versenyző                      | Versenyszám | 1. futam | 1. futam | 2. futam | 2. futam | 3. futam | 3. futam | 4. futam | 4. futam | Összesítés | Összesítés |
| Versenyző                      | Versenyszám | Idő      | Hely.    | Idő      | Hely.    | Idő      | Hely.    | Idő      | Hely.    | Idő        | Helyezés   |
| ------------------------------ | ----------- | -------- | -------- | -------- | -------- | -------- | -------- | -------- | -------- | ---------- | ---------- |
| Michael Douglas                | Férfi       | 52,83    | 5.       | 53,04    | 7.       | kizárták | kizárták | kizárták | kizárták | kizárták   | kizárták   |
| Jon Montgomery                 | Férfi       | 52,60    | 2.       | 52,57    | 1.       | 52,20    | 1.       | 52,36    | 1.       | 3:29,73    |            |
| Jeff Pain                      | Férfi       | 53,03    | 9.       | 53,18    | 10.      | 53,00    | 11.*     | 52,65    | 3.       | 3:31,86    | 9.         |
| Amy Gough                      | Női         | 54,14    | 2.       | 54,78    | 11.      | 53,92    | 6.       | 54,17    | 7.*      | 3:37,01    | 7.         |
| Mellisa Hollingsworth-Richards | Női         | 54,18    | 5.       | 54,17    | 3.       | 53,81    | 2.       | 54,44    | 11.      | 3:36,60    | 5.         |
| Michelle Kelly                 | Női         | 54,73    | 12.*     | 55,49    | 15.      | 55,56    | 18.      | 55,01    | 14.      | 3:40,79    | 13.        |

* - egy másik versenyzővel azonos időt ért el